# Dynastie Jin (1115-1234)
Pour les articles homonymes, voir Jin et Kin.
1115–1234
Entités précédentes :
- Dynastie Liao
- Dynastie Song

Entités suivantes :
- Empire mongol
- Xia orientaux

La dynastie Jin (chinois traditionnel : 金朝 ; pinyin : jīn cháo ; litt. « dynastie d'or »), ou Grand Jin, a dirigé la Chine du Nord-Est. Elle a été fondée en 1115 par Jin Taizu, le dirigeant du peuple Jürchen, ancêtres des Mandchous, et a pris fin en 1234 par l'invasion des Mongols de Gengis Khan. Son nom est parfois écrit Kin, Jurchen Jin ou Jinn en anglais pour la différencier d'une autre dynastie Jin qui a régné sur la Chine et dont le nom est identique lorsqu'il est transcrit sans signes diacritiques de marqueur de tonalité dans le système Hanyu pinyin depuis le chinois standard.
La dynastie Jin naît de la rébellion d'un chef de tribu jürchen nommé Wanyan Aguda qui, après avoir unifié les tribus jürchen dans le Nord de la Mandchourie, dans l'actuel Heilongjiang, se révolte contre la dynastie Liao (907-1125). Cette dynastie, à la tête du peuple des Khitans, a régné sur le nord de la Chine jusqu'à ce que les jürchens la détruisent. Les Khitans survivants partent vers l'ouest, où ils fondent le Khanat des Kara-Khitans. Après la défaite des Liao, Aguda devient empereur sous le nom de Jin Taizu. Sous le règne de son successeur, les Jin déclarent la guerre à la dynastie Song. Au début, ce conflit devait juste servir de moyen de pression sur la dynastie chinoise, pour l'obliger à verser un tribut plus important. Mais, très vite, il tourne à la déroute pour les Song et permet aux Jin de conquérir une grande partie du Nord de la Chine, jusqu'aux rives du Yangzi Jiang. Finalement, la lutte entre les deux dynasties, les Song s'étant repliés dans le sud de la Chine, va durer plus de cent ans.
Pendant leur règne, les Jurchens de la dynastie Jin se sont rapidement adaptés aux coutumes chinoises et ont même construit de nouvelles sections de la Grande Muraille pour se protéger contre la puissance montante des Mongols. La période de la dynastie Jin est une époque de progrès sur les plans culturel et technologique, tels que le développement de la poudre à canon et le renouveau du confucianisme.
Les Mongols, dirigés par Gengis Khan, commencent à envahir les terres des Jin en 1211 et infligent des défaites catastrophiques aux armées des Jürchen. Bien que les Jin aient semblé subir une vague sans fin de défaites, de révoltes, de défections et de coups d'État, ils se sont montrés tenaces. La dynastie Jin ne succombe à la conquête mongole que 23 ans plus tard, en 1234.

## Nom
La dynastie Jin est officiellement connue sous le nom de "Grand Jin" à cette époque. De plus, les empereurs Jin parlent de leur royaume comme étant le Zhongguo (中國), comme d'autres dynasties non-Han avant eux. En fait, les différents dirigeants non-Han qui ont régné sur tout ou partie de la Chine ont a chaque fois élargi la définition de ce qu'est la « Chine » pour y inclure les non-Han, en plus des Han. L'étude des archives des Jin nous indique que l'utilisation du mot "Chine" par les dynasties pour se référer à elles-mêmes a commencé plus tôt que les historiens ne le pensaient.

## Histoire

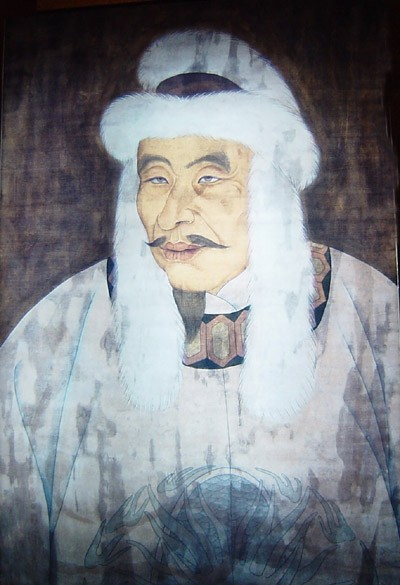
Wanyan Aguda

À la fin du XIe siècle, les Jürchen étaient des vassaux de la dynastie Liao et avaient déjà commencé à être influencé par le mode de vie chinois. La dynastie Jin est fondée en janvier 1115, dans la région qui correspond actuellement aux provinces de Jilin et du Heilongjiang, par Wanyan Aguda, le chef du clan Jurchen des Wanyan, qui est entré en révolte ouverte contre les Liao en septembre 1114. Selon la tradition, Aguda était un descendant de Hanpu, le fondateur légendaire du clan. Pour nommer sa nouvelle dynastie, Aguda a choisi un terme signifiant "Or" et qui est lui-même une traduction du nom de la rivière "Anchuhu", qui signifie "doré" en Jurchen. Cette rivière, appelée Alachuke en chinois, est un affluent de la rivière Songhua, qui coule à l'est d'Harbin. La dynastie Jin étant née d'une révolte contre les Khitans de la dynastie Liao, ces derniers deviennent donc les premiers ennemis du nouvel état des Jurchen. Les Khitans, qui avaient profité du chaos consécutif à la chute de la dynastie Han pour s'ériger en état, avaient dominé la Chine du nord et du nord-est, ainsi que la Mongolie, pendant plusieurs siècles. En 1121, les Jurchens scellent l'Alliance conclue en mer avec la dynastie chinoise des Song. Chinois et Jurchens s'entendent pour lancer une invasion conjointe des territoires de la dynastie Liao. Mais si les Jin remportent victoires sur victoires, les Song sont à la peine et n'arrivent pas à vaincre les Liao; un signe de faiblesse qui n'échappe pas aux Jurchens. À cette époque, les palais de la capitale, Huining Fu, dans le nord, ne sont encore que des tentes. La construction de temples y commence en 1123. En 1125, après la mort d'Aguda, la dynastie Jin rompt son alliance avec les Song et envahit le nord de la Chine. Lorsque la dynastie Song a récupéré la partie méridionale du Liao, ils ont dû faire face à une « résistance farouche » de la part des populations d'origine chinoise qui était auparavant sous la domination des Liao. A contrario, les jurchen ne rencontrent aucune résistance de la part de ces populations chinoises assujetties aux Liao, qui les aident même dans leur conquête en leur livrant Yanjing, la capitale du Sud des Khitans. De fait, durant leur progression, les Jurchens bénéficient du soutien de clans chinois anti-Song, basés à Yanjing. Dans le même temps, les Song traitent les Chinois Han ayant travaillé pour les Liao comme des ennemis hostiles; ce qui ne facilite pas les ralliements et permet de comprendre les ralliements et autres défections de chinois au profit des jurchens. Le 9 janvier 1127, a lieu l'Incident de Jingkang: les troupes Jin saccagent la ville de Bianjing(ce qui correspond actuellement à Kaifeng), la capitale de la dynastie des Song, capturant à la fois l'Empereur Qinzong et son père, l'empereur Huizong, qui avait abdiqué en catastrophe devant l'avancée des troupes des Jurchens. Après la chute de Bianjing, la dynastie Song se replie vers le sud et continue à combattre la dynastie Jin pendant plus de dix ans, avant de signer finalement le traité de Shaoxing en 1141. Les Song reconnaissent alors la perte de tous leurs territoires situé au nord de la rivière Huai au profit de la dynastie Jin, s'engagent à verser un important tribut annuel et a exécuter le général Yue Fei en échange de la paix. Le traité de paix est officiellement ratifié le 11 octobre 1142, lorsqu'un envoyé Jin se rend à la Cour des Song.
Après avoir conquis Kaifeng et occupé la Chine du Nord, les Jin choisissent plus tard la terre comme élément dynastique et jaune comme couleur royale. Selon la théorie des cinq éléments (wuxing), l'élément terrestre suit le feu, l'élément dynastique des Song, dans le cycle de génération ou engendrement (生, shēng). Par conséquent, ce geste idéologique montre que les Jin considéraient que le règne des Song sur la Chine est officiellement terminé et qu'ils sont les nouveaux souverains légitimes du pays.

### La migration vers le sud

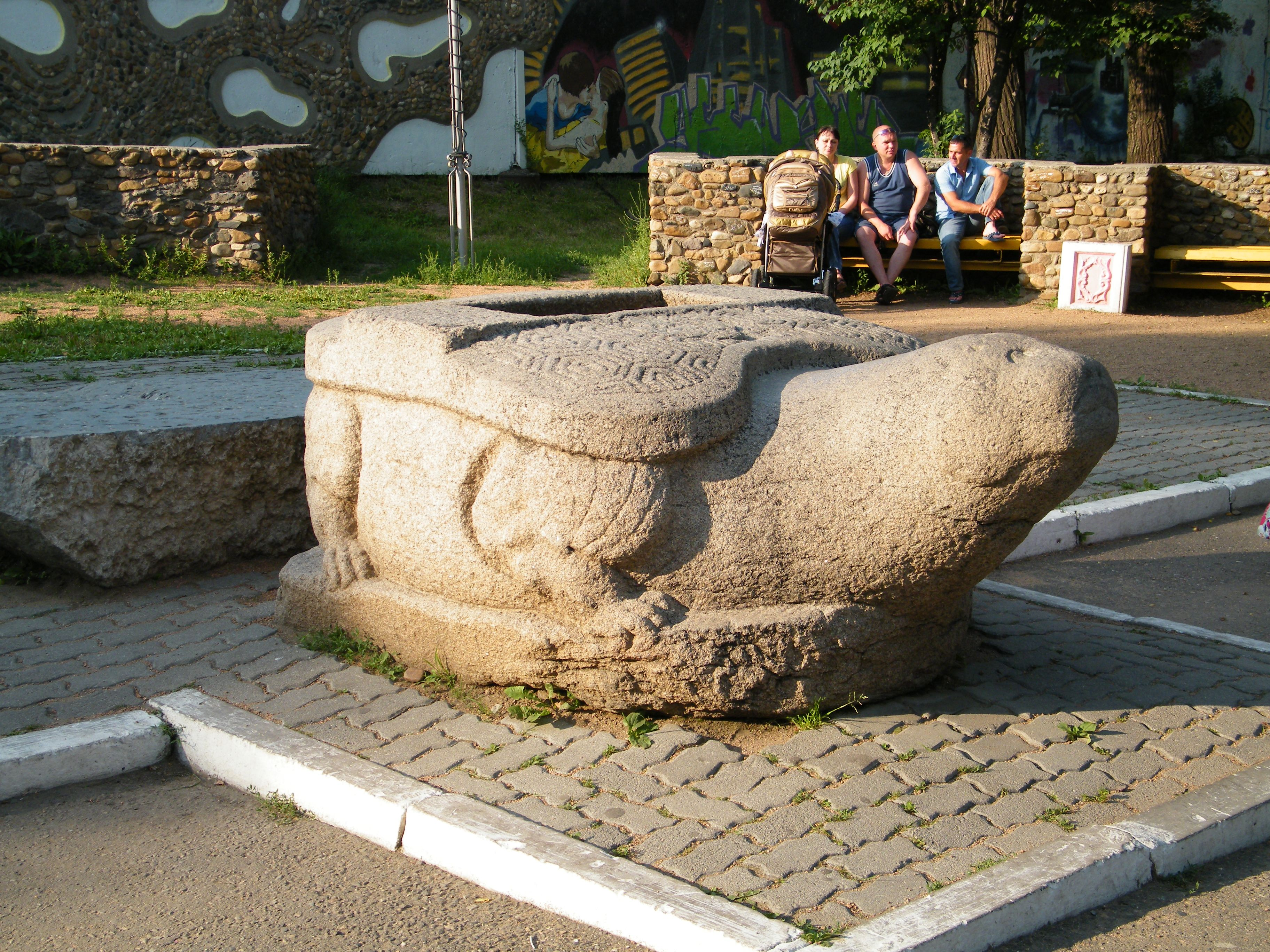
Bìxì, dragon en forme de tortue ayant servi de piédestal à la stèle d'un chef jürchen à Oussouriisk.

Après avoir pris le contrôle de la Chine du Nord, la dynastie Jin se sinise de plus en plus. En 20 ans, plus de trois millions de personnes, la moitié d'entre elles étant des Jürchen, migrent de la mandchourie vers le nord de la Chine. Cette minorité dirige 30 millions de personnes. Les Jürchen qui migrent reçoivent des lots de terre et sont organisées en unités militaires héréditaires: 300 ménages forment un mouke (compagnie) et 7-10 moukes forment un meng-an (bataillon). Nombre d'entre eux épousent des Hans bien que ce soit interdit pour les nobles jusqu'en 1191. Ainsi, l'empereur Xizong (1135-1149) étudie les Classiques, écrit des poèmes en chinois et adopte les traditions culturelles des Hans mais continue d'attribuer les postes les plus importants à la noblesse jürchen.
En prenant de l'âge, l'empereur Xizong devient alcoolique et fait exécuter de nombreux fonctionnaires pour l'avoir critiqué. Il organise également l’assassinat de plusieurs dirigeants Jurchen, dont des membres du clan impérial Wanyan. Il finit par être tué en 1149 par une cabale de parents et de nobles, qui font ensuite monter sur le trône son cousin Wanyan Liang. En raison de la brutalité de sa politique intérieure et de sa politique étrangère, Wanyan Liang a été démis de ses fonctions à titre posthume, par conséquent, les historiens l'ont souvent appelé par son nom posthume de "Prince d'Hailing".

### Les rébellions du nord
Le successeur de Xizong est donc l'usurpateur Wanyan Liang (1149-1161), qui cherche à être reconnu comme étant l'empereur de toute la Chine. En 1153, il déplace la capitale de Huining Fu à Yanjing (Pékin), l'ancienne capitale des Liao, qui occupe une position géographique plus centrale,. Pour donner plus de poids à cette mesure, il fait raser les palais de Huining Fu, ceux des nobles comme ceux des empereurs, en 1157,. Liang fait également reconstruire Kaifeng, l'ancienne capitale des Song, qui avait été rasée en 1127, et en fait la capitale du sud de son empire.
Wanyan Liang cherche également a éliminer toute forme de dissidence en tuant des nobles Jurchen, ce qui se traduit par l'exécution de 155 princes. Pour tenter de donner vie à son rêve de domination de toute la Chine, il attaque les Song du Sud en 1161. Pendant cette campagne militaire, deux rébellions éclatent simultanément à Shangjing, dans l'ancien cœur du pouvoir des Jurchens: La première est dirigée par Wanyan Yong, un cousin de Liang et futur empereur, et l'autre des membres des tribus Khitan. Wanyan Liang se retrouve dans l'obligation de retirer une partie des troupes des Jin du sud de la Chine pour les envoyer vers le nord pour y réprimer les soulèvements. Peu de temps après, les armées Jin sont vaincues par les Song lors des batailles de Caishi et Tangdao. Entre les troupes parties au nord et celles perdues lors de ces défaites, Wanyan Liang n'a plus assez de soldats à sa disposition et échoue dans sa tentative d’invasion de la Chine du Sud. Finalement, il finit assassiné par ses propres généraux en décembre 1161, à cause de ses défaites et de son attitude générale. Son fils et héritier est également assassiné dans la capitale.
Bien que couronné en octobre, Wanyan Yong n'est officiellement reconnu comme étant l'empereur Shizong qu'après le meurtre de l'héritier de Wanyan Liang. Même après cette date, la paix n'est pas assurée, car le soulèvement des tribus Khitan continue et n'est réprimé qu'en 1164. Une fois vaincus, les chevaux des rebelles sont confisqués, de sorte qu'ils n'ont d'autre choix que de se lancer dans l'agriculture. Dans le même temps, d'autres unités de cavalerie Khitan et Xi sont incorporées dans l'armée Jin. Comme ces problèmes internes ont gravement affaibli la capacité des Jin à affronter militairement les Song, la cour impériale des Jin commence à négocier la paix, ce qui aboutit à la signature du traité de Longxing (隆興 和 議) en 1164. C'est le début d'une période de 40 ans de paix entre les deux empires.
Au début des années 1180, l'empereur Shizong met en place une restructuration qui touche 200 Meng'an, afin d'éliminer les abus fiscaux et aider les Jurchens. Il encourage également l'agriculture communautaire, ce qui permet à l'Empire Jin de prospérer et disposer d'un important surplus de céréales en réserve. Bien qu'il ait été éduqué avec les Classiques chinois, l'empereur Shizong est également connu comme un promoteur de la langue et de la culture Jurchen. C'est ainsi que pendant son règne, il a fait traduire un certain nombre de classiques chinois en Jurchen, il a fondé l'Académie impériale Jürchen et offert pour la première fois la possibilité de passer les examens impériaux dans cette langue. Le règne de l'empereur Shizong (1161–1189) fut considéré par la postérité comme une période de paix et prospérité relative, et l'empereur lui-même fut comparé aux empereurs Yao et Shun, deux souverain mythique de l’antiquité chinoise.
Son petit-fils et successeur, l'empereur Jin Zhangzong (1189-1208) respecte aussi les valeurs Jürchen, mais est il également imprégné de culture chinoise et a épousé une femme Han. Son règne est cependant marqué par de grosses inondations du fleuve Jaune qui change de cours en 1194. En 1201, il promulgue le code juridique Taihe qui reprend essentiellement le code Tang. En 1207, la dynastie Song tente d'envahir les territoires des Jin, mais les armées chinoises sont repoussées. Dans l'accord de paix qui lui est imposé, la dynastie Song accepte de payer un tribut annuel plus élevé et de décapiter Han Tuozhou, le chef de la faction pro-guerre de la cour impériale Song.

### La chute des Jin

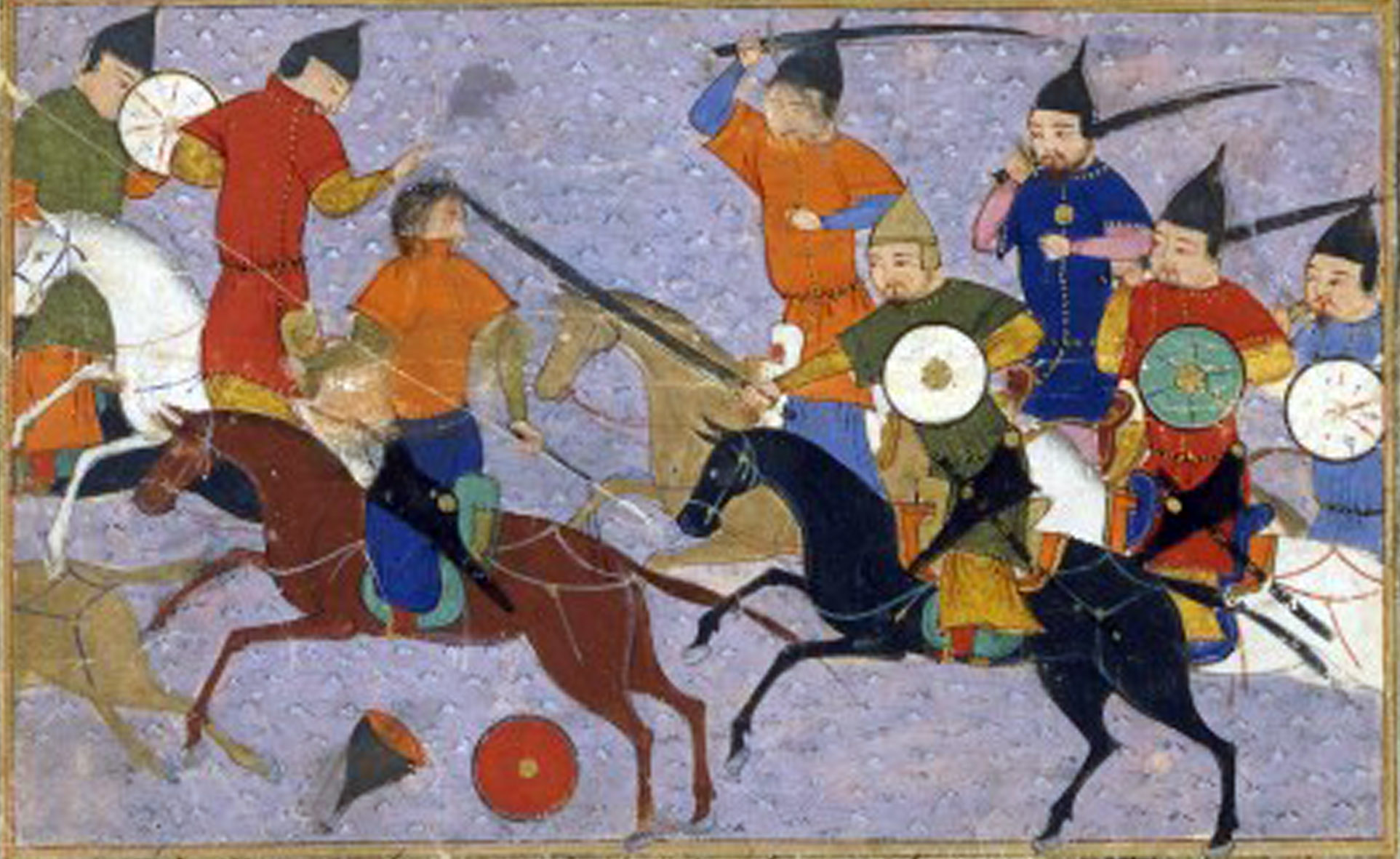
La bataille entre les Mongols et le Jin en 1211 décrite par l'historien persan Rashid al-Din dans son Histoire universelle.

À partir du début du XIIIe siècle, la dynastie Jin commence à subir la pression des Mongols, qui vivent dans le nord. Gengis Khan, le Khagan des Mongols, commence par conduire ses troupes dans le territoire des Xia occidentaux en 1205, qu'il ravage et asservit quatre ans plus tard. En 1211, environ 50 000 cavaliers mongols envahissent l’empire Jin et commencent à intégrer dans leurs rangs les rebelles Khitan et Jurchen. Face à eux, les Jin alignent 500 000 soldats dont 150 000 cavaliers, mais finissent par abandonner Datong, la « capitale occidentale » de l'empire, après leur défaite lors de la bataille de Yehuling. L'année suivante, les Mongols se dirigent vers le nord et pillent la « capitale orientale » des Jin puis, en 1213, ils assiègent Zhongdu (actuelle Pékin), la « capitale centrale ». En 1214, l'empereur Jin Xuanzong obtient la paix au prix d'un traité humiliant, mais conserve sa capitale. Durant l'été de cette même année, Xuanzong abandonne la capitale centrale et déplacé le siège du gouvernement à Kaifeng, la « capitale du sud », qui devient le nouveau siège officiel du pouvoir de la dynastie Jin.
En 1216, une faction pro-guerre de la cour impériale Jin persuade l'empereur Xuanzong d'attaquer la dynastie Song pour annexer leurs territoires et regagner la puissance perdue des Jin. Mais en 1219, les Jurchens sont vaincus sur les rives du fleuve Yangzi Jiang, au même endroit où Wanyan Liang avait été vaincu en 1161. La dynastie Jin doit alors mener une guerre sur deux fronts, que les Jurchens n'ont pas les moyens de soutenir. En janvier 1224, Aizong meurt et une guerre de succession débute entre ses deux fils. Son fils Wanyan Shouxu sort victorieux du conflit et devient l'empereur Jin Aizong. Il met rapidement fin a la guerre contre les Song, au prix d'un traité très désavantageux pour les Jurchens, qui met fin au versement annuel d'un tribut aux Jin par les Song et rompt les relations diplomatiques entre les deux pays. Il fait également la paix avec les Tangoutes de la dynastie des Xia occidentaux, des alliés des Mongols.
Durant le conflit, de nombreux Chinois, ou "Han" et Khitans font défection au profit des Mongols pour lutter contre la dynastie Jin. Deux chefs chinois, Shi Tianze et Liu Heima (劉黑馬), ainsi que le chef Kitan Xiao Zhala (蕭札剌) font défection et commandent trois tumens de l’armée mongole, soit l'équivalent de trois divisions. Liu Heima et Shi Tianze servent également Ögedei Khan, le successeur de Gengis Khan. Et ce sont Liu Heima et Shi Tianxiang, un autre déserteur, qui dirigent l’armée mongole qui part en guerre contre les Xia occidentaux après la mort de Muqali. On trouve au sein de l'armée mongole, quatre tumens « Han » et trois tumens Khitan, chacun étant composé de 10 000 soldats. Les tumens Khitan sont commandés par les généraux Shimo Beidi'er (石抹孛迭兒), Tabuyir (塔不已兒) et Xiao Zhongxi (蕭重喜) qui est le fils de Xiao Zhala. Les tumens « Han » sont eux sous les ordres de Zhang Rou (張柔), Yan Shi (嚴實), Shi Tianze et Liu Heima. Ces généraux sont tous au service des Mongols pendant le règne d'Ögedei Khan,,,.
Gengis Khan meurt en 1227 alors que ses armées attaquent les Xia occidentaux. Son successeur, Ögedei Khan, envahit de nouveau la dynastie Jin en 1232, avec l'aide de la dynastie Song à partir de 1233. Les Jurchens essayent de résister ; mais lorsque les Mongols assiègent Kaifeng en 1233, l'empereur Aizong s'enfuit vers le sud, jusqu'à la ville de Caizhou. Une armée alliée Song-Mongol assiège et pille Kaifeng et l'année suivante, l'empereur Aizong se suicide pour éviter d'être capturé lorsque les Mongols prennent Caizhou en 1234, mettant fin à la dynastie Jin. Le territoire de la dynastie vaincue devait être divisé entre les Mongols et les Song, mais, en raison de conflits territoriaux persistants, la dynastie Song et les Mongols sont finalement entrés en guerre pour le contrôle de ces territoires.
Dans L’Empire des steppes, René Grousset rapporte que les Mongols ont toujours été émerveillés par le courage des guerriers Jurchen, qui ont résisté pendant sept ans après la mort de Gengis Khan.

## Empereurs de la dynastie Jin
La dynastie Jin compta 10 empereurs :
| Nom de temple | Nom posthume | Nom Jurchen                                                    | Nom Chinois                                            | Années de règnes                                                                 | Noms d'ères et dates |
| --- | --- | -------------------------------------------------------------- | ------------------------------------------------------ | -------------------------------------------------------------------------------- | --- |
| Par convention, les noms utilisés sont composés de la manière suivante : « Jin » + Nom de temple ou Nom posthume | |                                                                |                                                        |                                                                                  | |
| Taizu (chinois traditionnel : 太祖 ; pinyin : Tàizǔ) | Yingqian Xingyun Zhaode Dinggong Renming Zhuangxiao Dasheng Wuyuan Huangdi (chinois traditionnel : 應乾興運昭德定功仁明莊孝大聖武元皇帝 ; pinyin : Yìngqián Xīngyùn Zhāodé Dìnggōng Rénmíng Zhuāngxiào Dàshèng Wǔyuán Huángdì), en version courte Wuyuan Huangdi (chinois traditionnel : 武元皇帝 ; pinyin : Wǔyuán Huángdì) ou Wuyuan Di (chinois traditionnel : 武元帝 ; pinyin : Wǔyuán Dì) | Aguda (chinois traditionnel : 阿骨打 ; pinyin : Āgǔdǎ)         | Min (chinois : 旻 ; pinyin : Mín)                      | 1115–1123                                                                        | Shouguo (chinois traditionnel : 收國 ; pinyin : Shōuguó; 1115–1116) Tianfu (chinois traditionnel : 天輔 ; pinyin : Tiānfǔ; 1117–1123)                                                                             |
| Taizong (chinois traditionnel : 太宗 ; pinyin : Tàizōng) | Tiyuan Yingyun Shide Zhaogong Zhehui Rensheng Wenlie Huangdi (chinois traditionnel : 體元應運世德昭功哲惠仁聖文烈皇帝 ; pinyin : Tǐyuán Yìngyùn Shìdé Zhāogōng Zhéhùi Rénshèng Wénliè Huángdì), en version courte Wenlie Huangdi (chinois traditionnel : 文烈皇帝 ; pinyin : Wénliè Huángdì) ou Wenlie Di (chinois traditionnel : 文烈帝 ; pinyin : Wénliè Dì)                                 | Wuqimai (chinois traditionnel : 吳乞買 ; pinyin : Wúqǐmǎi)     | Sheng (chinois traditionnel : 晟 ; pinyin : Shèng)     | 1123–1135                                                                        | Tianhui (chinois traditionnel : 天會 ; pinyin : Tiānhuì; 1123–1135) |
| Xizong (chinois traditionnel : 熙宗 ; pinyin : Xīzōng) | Hongji Zuanwu Zhuangjing Xiaocheng Huangdi (chinois traditionnel : 弘基纘武莊靖孝成皇帝 ; pinyin : Hóngjī Zuǎnwǔ Zhuāngjìng Xiàochéng Huángdì), en version courte Xiaocheng Huangdi (chinois traditionnel : 孝成皇帝 ; pinyin : Xiàochéng Huángdì) ou Xiaocheng Di (chinois traditionnel : 孝成帝 ; pinyin : Xiàochéng Dì)                                                                     | Hela (chinois traditionnel : 合剌 ; pinyin : Hélà)             | Dan (chinois traditionnel : 亶 ; pinyin : Dǎn)         | 1135–1149                                                                        | Tianhui (chinois traditionnel : 天會 ; pinyin : Tiānhuì; 1135–1138) Tianjuan (chinois traditionnel : 天眷 ; pinyin : Tiānjuàn; 1138–1141) Huangtong (chinois traditionnel : 皇統 ; pinyin : Huángtǒng; 1141–1149) |
| Aucun | Aucun | Digunai (chinois traditionnel : 迪古乃 ; pinyin : Dígǔnǎi)     | Liang (chinois traditionnel : 亮 ; pinyin : Liàng)     | 1149–1161                                                                        | Tiande (chinois traditionnel : 天德 ; pinyin : Tiāndé, 1149–1153) Zhenyuan (chinois traditionnel : 貞元 ; pinyin : Zhēnyuán; 1153–1156) Zhenglong (chinois traditionnel : 正隆 ; pinyin : Zhènglóng; 1156–1161)   |
| Shizong (chinois traditionnel : 世宗 ; pinyin : Shìzōng) | Guangtian Xingyun Wende Wugong Shengming Renxiao Huangdi (chinois traditionnel : 光天興運文德武功聖明仁孝皇帝 ; pinyin : Guāngtiān Xīngyùn Wéndé Wǔgōng Shèngmíng Rénxiào Huángdì), en version courte Renxiao Huangdi (chinois traditionnel : 仁孝皇帝 ; pinyin : Rénxiào Huángdì) ou Renxiao Di (chinois traditionnel : 仁孝帝 ; pinyin : Rénxiào Dì)                                         | Wulu (chinois traditionnel : 烏祿 ; pinyin : Wūlù)             | Yong (chinois traditionnel : 雍 ; pinyin : Yōng)       | 1161–1189                                                                        | Dading (chinois traditionnel : 大定 ; pinyin : Dàdìng; 1161–1189) |
| Zhangdi 章宗 | (1) | Mádágě 麻達葛 ou Wányán Jǐng 完顏璟                            | 1189–1208                                              | Míngchāng (明昌, 1190–1196) Chéng'ān (承安, 1196–1200)-; Tàihé (泰和, 1200–1208) | |
| Aucun | Wanyan Yunji (chinois traditionnel : 紹 ; pinyin : Shào) | Inconnu                                                        | Yongji (chinois traditionnel : 永濟 ; pinyin : Yǒngjì) | 1208–1213                                                                        | Da'an (chinois traditionnel : 大安 ; pinyin : Dà’ān; 1209–1212) Chongqing (chinois traditionnel : 崇慶 ; pinyin : Chóngqìng; 1212–1213) Zhining (chinois traditionnel : 至寧 ; pinyin : Zhìníng; 1213)            |
| Xuanzong 宣宗 | (1) | Wúdúbǔ 吾睹補 or Wányán Xún 完顏珣                             | 1213–1224                                              | Zhēnyòu 貞祐 1213–1217 Xīngdìng 興定 1217–1222 Yuánguāng 元光 1222–1224          | |
| Aizong (chinois traditionnel : 哀宗 ; pinyin : Āizōng, officiel) Zhuangzong (chinois traditionnel : 莊宗 ; pinyin : Zhuāngzōng, non officiel) Minzong (chinois traditionnel : 閔宗 ; pinyin : Mǐnzōng, non officiel) Yizong (chinois traditionnel : 義宗 ; pinyin : Yìzōng, non officiel mais populaire) | Aucun | Ningjiasu (chinois traditionnel : 寧甲速 ; pinyin : Níngjiǎsù) | Shouxu (chinois traditionnel : 守緒 ; pinyin : Shǒuxù) | 1224–1234                                                                        | Zhengda (chinois traditionnel : 正大 ; pinyin : Zhèngdà; 1224–1232) Kaixing (chinois traditionnel : 開興 ; pinyin : Kāixīng; 1232) Tianxing (chinois traditionnel : 天興 ; pinyin : Tiānxīng; 1232–1234)          |
| Aucun | Aucun | Hudun (chinois traditionnel : 呼敦 ; pinyin : Hūdūn)           | Modi (chinois traditionnel : 承麟 ; pinyin : Chénglín) | 1234                                                                             | Tainxing (chinois traditionnel : 天興 ; pinyin : Tiānxīng; 1232–1234) |

- (1) Trop long. Normalement il n'est pas utilisé lorsque l'on fait référence à ce souverain.

## Arbre généalogique des Empereurs
|                                                        |                                                        |                                                        |                                                        |                                                        |                                                        |  |  |                                                              |                                                              | Wanyan Hanpu 函普 Shizu 始祖                                 |                                                              |                                                              |                                                              |  |  |                                                                 |                                                                 |                                                                 |                                                                 |                                                                 |                                                                 |  |  |                                                   |   |   |   |   |   |  |  |                                   |                                   |                                   |                                   |                                   |                                   |  |  |  |  |  |  |  |  |  |  |  |  |  |  |  |  |  |  |  |  |  |  |  |  |  |  |  |  |  |  |
|                                                        |                                                        |                                                        |                                                        |                                                        |                                                        |  |  |                                                              |                                                              |                                                              |                                                              |                                                              |                                                              |  |  |                                                                 |                                                                 |                                                                 |                                                                 |                                                                 |                                                                 |  |  |                                                   |   |   |   |   |   |  |  |                                   |                                   |                                   |                                   |                                   |                                   |  |  |  |  |  |  |  |  |  |  |  |  |  |  |  |  |  |  |  |  |  |  |  |  |  |  |  |  |  |  |
|                                                        |                                                        |                                                        |                                                        |                                                        |                                                        |  |  |                                                              |                                                              | Wanyan Wulu 乌鲁 Dedi 德皇帝                                 |                                                              |                                                              |                                                              |  |  |                                                                 |                                                                 |                                                                 |                                                                 |                                                                 |                                                                 |  |  |                                                   |   |   |   |   |   |  |  |                                   |                                   |                                   |                                   |                                   |                                   |  |  |  |  |  |  |  |  |  |  |  |  |  |  |  |  |  |  |  |  |  |  |  |  |  |  |  |  |  |  |
|                                                        |                                                        |                                                        |                                                        |                                                        |                                                        |  |  |                                                              |                                                              |                                                              |                                                              |                                                              |                                                              |  |  |                                                                 |                                                                 |                                                                 |                                                                 |                                                                 |                                                                 |  |  |                                                   |   |   |   |   |   |  |  |                                   |                                   |                                   |                                   |                                   |                                   |  |  |  |  |  |  |  |  |  |  |  |  |  |  |  |  |  |  |  |  |  |  |  |  |  |  |  |  |  |  |
|                                                        |                                                        |                                                        |                                                        |                                                        |                                                        |  |  |                                                              |                                                              | Wanyan Bahai 完颜跋海 Andi 安皇帝                            |                                                              |                                                              |                                                              |  |  |                                                                 |                                                                 |                                                                 |                                                                 |                                                                 |                                                                 |  |  |                                                   |   |   |   |   |   |  |  |                                   |                                   |                                   |                                   |                                   |                                   |  |  |  |  |  |  |  |  |  |  |  |  |  |  |  |  |  |  |  |  |  |  |  |  |  |  |  |  |  |  |
|                                                        |                                                        |                                                        |                                                        |                                                        |                                                        |  |  |                                                              |                                                              |                                                              |                                                              |                                                              |                                                              |  |  |                                                                 |                                                                 |                                                                 |                                                                 |                                                                 |                                                                 |  |  |                                                   |   |   |   |   |   |  |  |                                   |                                   |                                   |                                   |                                   |                                   |  |  |  |  |  |  |  |  |  |  |  |  |  |  |  |  |  |  |  |  |  |  |  |  |  |  |  |  |  |  |
|                                                        |                                                        |                                                        |                                                        |                                                        |                                                        |  |  |                                                              |                                                              | Wanyan Suike 綏可 Xianzu 獻祖                                |                                                              |                                                              |                                                              |  |  |                                                                 |                                                                 |                                                                 |                                                                 |                                                                 |                                                                 |  |  |                                                   |   |   |   |   |   |  |  |                                   |                                   |                                   |                                   |                                   |                                   |  |  |  |  |  |  |  |  |  |  |  |  |  |  |  |  |  |  |  |  |  |  |  |  |  |  |  |  |  |  |
|                                                        |                                                        |                                                        |                                                        |                                                        |                                                        |  |  |                                                              |                                                              |                                                              |                                                              |                                                              |                                                              |  |  |                                                                 |                                                                 |                                                                 |                                                                 |                                                                 |                                                                 |  |  |                                                   |   |   |   |   |   |  |  |                                   |                                   |                                   |                                   |                                   |                                   |  |  |  |  |  |  |  |  |  |  |  |  |  |  |  |  |  |  |  |  |  |  |  |  |  |  |  |  |  |  |
|                                                        |                                                        |                                                        |                                                        |                                                        |                                                        |  |  |                                                              |                                                              | Wanyan Shilu 完颜石鲁 Zhaozu 昭祖                            |                                                              |                                                              |                                                              |  |  |                                                                 |                                                                 |                                                                 |                                                                 |                                                                 |                                                                 |  |  |                                                   |   |   |   |   |   |  |  |                                   |                                   |                                   |                                   |                                   |                                   |  |  |  |  |  |  |  |  |  |  |  |  |  |  |  |  |  |  |  |  |  |  |  |  |  |  |  |  |  |  |
|                                                        |                                                        |                                                        |                                                        |                                                        |                                                        |  |  |                                                              |                                                              |                                                              |                                                              |                                                              |                                                              |  |  |                                                                 |                                                                 |                                                                 |                                                                 |                                                                 |                                                                 |  |  |                                                   |   |   |   |   |   |  |  |                                   |                                   |                                   |                                   |                                   |                                   |  |  |  |  |  |  |  |  |  |  |  |  |  |  |  |  |  |  |  |  |  |  |  |  |  |  |  |  |  |  |
|                                                        |                                                        |                                                        |                                                        |                                                        |                                                        |  |  |                                                              |                                                              | Wanyan Wugunai 完颜乌骨迺 Jingzu 景祖 ~1050–1021–1074        |                                                              |                                                              |                                                              |  |  |                                                                 |                                                                 |                                                                 |                                                                 |                                                                 |                                                                 |  |  |                                                   |   |   |   |   |   |  |  |                                   |                                   |                                   |                                   |                                   |                                   |  |  |  |  |  |  |  |  |  |  |  |  |  |  |  |  |  |  |  |  |  |  |  |  |  |  |  |  |  |  |
|                                                        |                                                        |                                                        |                                                        |                                                        |                                                        |  |  |                                                              |                                                              |                                                              |                                                              |                                                              |                                                              |  |  |                                                                 |                                                                 |                                                                 |                                                                 |                                                                 |                                                                 |  |  |                                                   |   |   |   |   |   |  |  |                                   |                                   |                                   |                                   |                                   |                                   |  |  |  |  |  |  |  |  |  |  |  |  |  |  |  |  |  |  |  |  |  |  |  |  |  |  |  |  |  |  |
|                                                        |                                                        |                                                        |                                                        |                                                        |                                                        |  |  |                                                              |                                                              |                                                              |                                                              |                                                              |                                                              |  |  |                                                                 |                                                                 |                                                                 |                                                                 |                                                                 |                                                                 |  |  |                                                   |   |   |   |   |   |  |  |                                   |                                   |                                   |                                   |                                   |                                   |  |  |  |  |  |  |  |  |  |  |  |  |  |  |  |  |  |  |  |  |  |  |  |  |  |  |  |  |  |  |
| Wanyan Helibo 完颜劾里钵 Shizu 世祖 1039–1074–1092     | Wanyan Helibo 完颜劾里钵 Shizu 世祖 1039–1074–1092     | Wanyan Helibo 完颜劾里钵 Shizu 世祖 1039–1074–1092     | Wanyan Helibo 完颜劾里钵 Shizu 世祖 1039–1074–1092     | Wanyan Helibo 完颜劾里钵 Shizu 世祖 1039–1074–1092     | Wanyan Helibo 完颜劾里钵 Shizu 世祖 1039–1074–1092     |  |  | Wanyan Polashu 完顏頗刺淑 Suzong 肅宗 1042–1092–1094         | Wanyan Polashu 完顏頗刺淑 Suzong 肅宗 1042–1092–1094         | Wanyan Polashu 完顏頗刺淑 Suzong 肅宗 1042–1092–1094         | Wanyan Polashu 完顏頗刺淑 Suzong 肅宗 1042–1092–1094         | Wanyan Polashu 完顏頗刺淑 Suzong 肅宗 1042–1092–1094         | Wanyan Polashu 完顏頗刺淑 Suzong 肅宗 1042–1092–1094         |  |  | Wanyan Yingge 完颜盈歌 Muzong 穆宗 1053–1094–1103               | Wanyan Yingge 完颜盈歌 Muzong 穆宗 1053–1094–1103               | Wanyan Yingge 完颜盈歌 Muzong 穆宗 1053–1094–1103               | Wanyan Yingge 完颜盈歌 Muzong 穆宗 1053–1094–1103               | Wanyan Yingge 完颜盈歌 Muzong 穆宗 1053–1094–1103               | Wanyan Yingge 完颜盈歌 Muzong 穆宗 1053–1094–1103               |  |  |                                                   |   |   |   |   |   |  |  | Wanyan Hezhe 完顏劾者 d.1121      | Wanyan Hezhe 完顏劾者 d.1121      | Wanyan Hezhe 完顏劾者 d.1121      | Wanyan Hezhe 完顏劾者 d.1121      | Wanyan Hezhe 完顏劾者 d.1121      | Wanyan Hezhe 完顏劾者 d.1121      |  |  |  |  |  |  |  |  |  |  |  |  |  |  |  |  |  |  |  |  |  |  |  |  |  |  |  |  |  |  |
| Wanyan Helibo 完颜劾里钵 Shizu 世祖 1039–1074–1092     | Wanyan Helibo 完颜劾里钵 Shizu 世祖 1039–1074–1092     | Wanyan Helibo 完颜劾里钵 Shizu 世祖 1039–1074–1092     | Wanyan Helibo 完颜劾里钵 Shizu 世祖 1039–1074–1092     | Wanyan Helibo 完颜劾里钵 Shizu 世祖 1039–1074–1092     | Wanyan Helibo 完颜劾里钵 Shizu 世祖 1039–1074–1092     |  |  | Wanyan Polashu 完顏頗刺淑 Suzong 肅宗 1042–1092–1094         | Wanyan Polashu 完顏頗刺淑 Suzong 肅宗 1042–1092–1094         | Wanyan Polashu 完顏頗刺淑 Suzong 肅宗 1042–1092–1094         | Wanyan Polashu 完顏頗刺淑 Suzong 肅宗 1042–1092–1094         | Wanyan Polashu 完顏頗刺淑 Suzong 肅宗 1042–1092–1094         | Wanyan Polashu 完顏頗刺淑 Suzong 肅宗 1042–1092–1094         |  |  | Wanyan Yingge 完颜盈歌 Muzong 穆宗 1053–1094–1103               | Wanyan Yingge 完颜盈歌 Muzong 穆宗 1053–1094–1103               | Wanyan Yingge 完颜盈歌 Muzong 穆宗 1053–1094–1103               | Wanyan Yingge 完颜盈歌 Muzong 穆宗 1053–1094–1103               | Wanyan Yingge 完颜盈歌 Muzong 穆宗 1053–1094–1103               | Wanyan Yingge 完颜盈歌 Muzong 穆宗 1053–1094–1103               |  |  |                                                   |   |   |   |   |   |  |  | Wanyan Hezhe 完顏劾者 d.1121      | Wanyan Hezhe 完顏劾者 d.1121      | Wanyan Hezhe 完顏劾者 d.1121      | Wanyan Hezhe 完顏劾者 d.1121      | Wanyan Hezhe 完顏劾者 d.1121      | Wanyan Hezhe 完顏劾者 d.1121      |  |  |  |  |  |  |  |  |  |  |  |  |  |  |  |  |  |  |  |  |  |  |  |  |  |  |  |  |  |  |
|                                                        |                                                        |                                                        |                                                        |                                                        |                                                        |  |  |                                                              |                                                              |                                                              |                                                              |                                                              |                                                              |  |  |                                                                 |                                                                 |                                                                 |                                                                 |                                                                 |                                                                 |  |  |                                                   |   |   |   |   |   |  |  |                                   |                                   |                                   |                                   |                                   |                                   |  |  |  |  |  |  |  |  |  |  |  |  |  |  |  |  |  |  |  |  |  |  |  |  |  |  |  |  |  |  |
| Wanyan Wuyashu 完顏烏雅束 Kangzong 康宗 1061–1103–1113 | Wanyan Wuyashu 完顏烏雅束 Kangzong 康宗 1061–1103–1113 | Wanyan Wuyashu 完顏烏雅束 Kangzong 康宗 1061–1103–1113 | Wanyan Wuyashu 完顏烏雅束 Kangzong 康宗 1061–1103–1113 | Wanyan Wuyashu 完顏烏雅束 Kangzong 康宗 1061–1103–1113 | Wanyan Wuyashu 完顏烏雅束 Kangzong 康宗 1061–1103–1113 |  |  | Wanyan Aguda 完颜阿骨打 Taizu 太祖 1068-(born 1113)1115–1123 | Wanyan Aguda 完颜阿骨打 Taizu 太祖 1068-(born 1113)1115–1123 | Wanyan Aguda 完颜阿骨打 Taizu 太祖 1068-(born 1113)1115–1123 | Wanyan Aguda 完颜阿骨打 Taizu 太祖 1068-(born 1113)1115–1123 | Wanyan Aguda 完颜阿骨打 Taizu 太祖 1068-(born 1113)1115–1123 | Wanyan Aguda 完颜阿骨打 Taizu 太祖 1068-(born 1113)1115–1123 |  |  | Wanyan Wuqimai 完顏吳乞買 Taizong 太宗 1075–1123–1135           | Wanyan Wuqimai 完顏吳乞買 Taizong 太宗 1075–1123–1135           | Wanyan Wuqimai 完顏吳乞買 Taizong 太宗 1075–1123–1135           | Wanyan Wuqimai 完顏吳乞買 Taizong 太宗 1075–1123–1135           | Wanyan Wuqimai 完顏吳乞買 Taizong 太宗 1075–1123–1135           | Wanyan Wuqimai 完顏吳乞買 Taizong 太宗 1075–1123–1135           |  |  | □                                                 | □ | □ | □ | □ | □ |  |  | Wanyan Sagai 完顏撒改             | Wanyan Sagai 完顏撒改             | Wanyan Sagai 完顏撒改             | Wanyan Sagai 完顏撒改             | Wanyan Sagai 完顏撒改             | Wanyan Sagai 完顏撒改             |  |  |  |  |  |  |  |  |  |  |  |  |  |  |  |  |  |  |  |  |  |  |  |  |  |  |  |  |  |  |
| Wanyan Wuyashu 完顏烏雅束 Kangzong 康宗 1061–1103–1113 | Wanyan Wuyashu 完顏烏雅束 Kangzong 康宗 1061–1103–1113 | Wanyan Wuyashu 完顏烏雅束 Kangzong 康宗 1061–1103–1113 | Wanyan Wuyashu 完顏烏雅束 Kangzong 康宗 1061–1103–1113 | Wanyan Wuyashu 完顏烏雅束 Kangzong 康宗 1061–1103–1113 | Wanyan Wuyashu 完顏烏雅束 Kangzong 康宗 1061–1103–1113 |  |  | Wanyan Aguda 完颜阿骨打 Taizu 太祖 1068-(born 1113)1115–1123 | Wanyan Aguda 完颜阿骨打 Taizu 太祖 1068-(born 1113)1115–1123 | Wanyan Aguda 完颜阿骨打 Taizu 太祖 1068-(born 1113)1115–1123 | Wanyan Aguda 完颜阿骨打 Taizu 太祖 1068-(born 1113)1115–1123 | Wanyan Aguda 完颜阿骨打 Taizu 太祖 1068-(born 1113)1115–1123 | Wanyan Aguda 完颜阿骨打 Taizu 太祖 1068-(born 1113)1115–1123 |  |  | Wanyan Wuqimai 完顏吳乞買 Taizong 太宗 1075–1123–1135           | Wanyan Wuqimai 完顏吳乞買 Taizong 太宗 1075–1123–1135           | Wanyan Wuqimai 完顏吳乞買 Taizong 太宗 1075–1123–1135           | Wanyan Wuqimai 完顏吳乞買 Taizong 太宗 1075–1123–1135           | Wanyan Wuqimai 完顏吳乞買 Taizong 太宗 1075–1123–1135           | Wanyan Wuqimai 完顏吳乞買 Taizong 太宗 1075–1123–1135           |  |  | □                                                 | □ | □ | □ | □ | □ |  |  | Wanyan Sagai 完顏撒改             | Wanyan Sagai 完顏撒改             | Wanyan Sagai 完顏撒改             | Wanyan Sagai 完顏撒改             | Wanyan Sagai 完顏撒改             | Wanyan Sagai 完顏撒改             |  |  |  |  |  |  |  |  |  |  |  |  |  |  |  |  |  |  |  |  |  |  |  |  |  |  |  |  |  |  |
|                                                        |                                                        |                                                        |                                                        |                                                        |                                                        |  |  |                                                              |                                                              |                                                              |                                                              |                                                              |                                                              |  |  |                                                                 |                                                                 |                                                                 |                                                                 |                                                                 |                                                                 |  |  |                                                   |   |   |   |   |   |  |  |                                   |                                   |                                   |                                   |                                   |                                   |  |  |  |  |  |  |  |  |  |  |  |  |  |  |  |  |  |  |  |  |  |  |  |  |  |  |  |  |  |  |
| Wanyan Zongjun 完颜宗峻 d.1124 Huizong 徽宗            | Wanyan Zongjun 完颜宗峻 d.1124 Huizong 徽宗            | Wanyan Zongjun 完颜宗峻 d.1124 Huizong 徽宗            | Wanyan Zongjun 完颜宗峻 d.1124 Huizong 徽宗            | Wanyan Zongjun 完颜宗峻 d.1124 Huizong 徽宗            | Wanyan Zongjun 完颜宗峻 d.1124 Huizong 徽宗            |  |  | Wanyan Zonggan 完颜宗干 d.1141 Dezong 德宗                   | Wanyan Zonggan 完颜宗干 d.1141 Dezong 德宗                   | Wanyan Zonggan 完颜宗干 d.1141 Dezong 德宗                   | Wanyan Zonggan 完颜宗干 d.1141 Dezong 德宗                   | Wanyan Zonggan 完颜宗干 d.1141 Dezong 德宗                   | Wanyan Zonggan 完颜宗干 d.1141 Dezong 德宗                   |  |  | Wanyan Zongfu 完顏宗辅 1096–1135 Ruizong 睿宗                   | Wanyan Zongfu 完顏宗辅 1096–1135 Ruizong 睿宗                   | Wanyan Zongfu 完顏宗辅 1096–1135 Ruizong 睿宗                   | Wanyan Zongfu 完顏宗辅 1096–1135 Ruizong 睿宗                   | Wanyan Zongfu 完顏宗辅 1096–1135 Ruizong 睿宗                   | Wanyan Zongfu 完顏宗辅 1096–1135 Ruizong 睿宗                   |  |  |                                                   |   |   |   |   |   |  |  | Wanyan Nianhan 完颜粘罕 1080–1136 | Wanyan Nianhan 完颜粘罕 1080–1136 | Wanyan Nianhan 完颜粘罕 1080–1136 | Wanyan Nianhan 完颜粘罕 1080–1136 | Wanyan Nianhan 完颜粘罕 1080–1136 | Wanyan Nianhan 完颜粘罕 1080–1136 |  |  |  |  |  |  |  |  |  |  |  |  |  |  |  |  |  |  |  |  |  |  |  |  |  |  |  |  |  |  |
| Wanyan Zongjun 完颜宗峻 d.1124 Huizong 徽宗            | Wanyan Zongjun 完颜宗峻 d.1124 Huizong 徽宗            | Wanyan Zongjun 完颜宗峻 d.1124 Huizong 徽宗            | Wanyan Zongjun 完颜宗峻 d.1124 Huizong 徽宗            | Wanyan Zongjun 完颜宗峻 d.1124 Huizong 徽宗            | Wanyan Zongjun 完颜宗峻 d.1124 Huizong 徽宗            |  |  | Wanyan Zonggan 完颜宗干 d.1141 Dezong 德宗                   | Wanyan Zonggan 完颜宗干 d.1141 Dezong 德宗                   | Wanyan Zonggan 完颜宗干 d.1141 Dezong 德宗                   | Wanyan Zonggan 完颜宗干 d.1141 Dezong 德宗                   | Wanyan Zonggan 完颜宗干 d.1141 Dezong 德宗                   | Wanyan Zonggan 完颜宗干 d.1141 Dezong 德宗                   |  |  | Wanyan Zongfu 完顏宗辅 1096–1135 Ruizong 睿宗                   | Wanyan Zongfu 完顏宗辅 1096–1135 Ruizong 睿宗                   | Wanyan Zongfu 完顏宗辅 1096–1135 Ruizong 睿宗                   | Wanyan Zongfu 完顏宗辅 1096–1135 Ruizong 睿宗                   | Wanyan Zongfu 完顏宗辅 1096–1135 Ruizong 睿宗                   | Wanyan Zongfu 完顏宗辅 1096–1135 Ruizong 睿宗                   |  |  |                                                   |   |   |   |   |   |  |  | Wanyan Nianhan 完颜粘罕 1080–1136 | Wanyan Nianhan 完颜粘罕 1080–1136 | Wanyan Nianhan 完颜粘罕 1080–1136 | Wanyan Nianhan 完颜粘罕 1080–1136 | Wanyan Nianhan 完颜粘罕 1080–1136 | Wanyan Nianhan 完颜粘罕 1080–1136 |  |  |  |  |  |  |  |  |  |  |  |  |  |  |  |  |  |  |  |  |  |  |  |  |  |  |  |  |  |  |
| Wanyan Hela 完顏合剌 Xizong 熙宗 1119–1135–1149        | Wanyan Hela 完顏合剌 Xizong 熙宗 1119–1135–1149        | Wanyan Hela 完顏合剌 Xizong 熙宗 1119–1135–1149        | Wanyan Hela 完顏合剌 Xizong 熙宗 1119–1135–1149        | Wanyan Hela 完顏合剌 Xizong 熙宗 1119–1135–1149        | Wanyan Hela 完顏合剌 Xizong 熙宗 1119–1135–1149        |  |  | Wanyan Liang 完顏亮 Prince d'Hailing 海陵王 1122–1149–1161   | Wanyan Liang 完顏亮 Prince d'Hailing 海陵王 1122–1149–1161   | Wanyan Liang 完顏亮 Prince d'Hailing 海陵王 1122–1149–1161   | Wanyan Liang 完顏亮 Prince d'Hailing 海陵王 1122–1149–1161   | Wanyan Liang 完顏亮 Prince d'Hailing 海陵王 1122–1149–1161   | Wanyan Liang 完顏亮 Prince d'Hailing 海陵王 1122–1149–1161   |  |  | Wanyan Yong 完顏雍 Shizong 世宗 1123–1161–1189                  | Wanyan Yong 完顏雍 Shizong 世宗 1123–1161–1189                  | Wanyan Yong 完顏雍 Shizong 世宗 1123–1161–1189                  | Wanyan Yong 完顏雍 Shizong 世宗 1123–1161–1189                  | Wanyan Yong 完顏雍 Shizong 世宗 1123–1161–1189                  | Wanyan Yong 完顏雍 Shizong 世宗 1123–1161–1189                  |  |  |                                                   |   |   |   |   |   |  |  |                                   |                                   |                                   |                                   |                                   |                                   |  |  |  |  |  |  |  |  |  |  |  |  |  |  |  |  |  |  |  |  |  |  |  |  |  |  |  |  |  |  |
| Wanyan Hela 完顏合剌 Xizong 熙宗 1119–1135–1149        | Wanyan Hela 完顏合剌 Xizong 熙宗 1119–1135–1149        | Wanyan Hela 完顏合剌 Xizong 熙宗 1119–1135–1149        | Wanyan Hela 完顏合剌 Xizong 熙宗 1119–1135–1149        | Wanyan Hela 完顏合剌 Xizong 熙宗 1119–1135–1149        | Wanyan Hela 完顏合剌 Xizong 熙宗 1119–1135–1149        |  |  | Wanyan Liang 完顏亮 Prince d'Hailing 海陵王 1122–1149–1161   | Wanyan Liang 完顏亮 Prince d'Hailing 海陵王 1122–1149–1161   | Wanyan Liang 完顏亮 Prince d'Hailing 海陵王 1122–1149–1161   | Wanyan Liang 完顏亮 Prince d'Hailing 海陵王 1122–1149–1161   | Wanyan Liang 完顏亮 Prince d'Hailing 海陵王 1122–1149–1161   | Wanyan Liang 完顏亮 Prince d'Hailing 海陵王 1122–1149–1161   |  |  | Wanyan Yong 完顏雍 Shizong 世宗 1123–1161–1189                  | Wanyan Yong 完顏雍 Shizong 世宗 1123–1161–1189                  | Wanyan Yong 完顏雍 Shizong 世宗 1123–1161–1189                  | Wanyan Yong 完顏雍 Shizong 世宗 1123–1161–1189                  | Wanyan Yong 完顏雍 Shizong 世宗 1123–1161–1189                  | Wanyan Yong 完顏雍 Shizong 世宗 1123–1161–1189                  |  |  |                                                   |   |   |   |   |   |  |  |                                   |                                   |                                   |                                   |                                   |                                   |  |  |  |  |  |  |  |  |  |  |  |  |  |  |  |  |  |  |  |  |  |  |  |  |  |  |  |  |  |  |
|                                                        |                                                        |                                                        |                                                        |                                                        |                                                        |  |  |                                                              |                                                              |                                                              |                                                              |                                                              |                                                              |  |  |                                                                 |                                                                 |                                                                 |                                                                 |                                                                 |                                                                 |  |  |                                                   |   |   |   |   |   |  |  |                                   |                                   |                                   |                                   |                                   |                                   |  |  |  |  |  |  |  |  |  |  |  |  |  |  |  |  |  |  |  |  |  |  |  |  |  |  |  |  |  |  |
|                                                        |                                                        |                                                        |                                                        |                                                        |                                                        |  |  | Wanyan Yungong 完顏允恭 1146–1185 Xianzong 顯宗              | Wanyan Yungong 完顏允恭 1146–1185 Xianzong 顯宗              | Wanyan Yungong 完顏允恭 1146–1185 Xianzong 顯宗              | Wanyan Yungong 完顏允恭 1146–1185 Xianzong 顯宗              | Wanyan Yungong 完顏允恭 1146–1185 Xianzong 顯宗              | Wanyan Yungong 完顏允恭 1146–1185 Xianzong 顯宗              |  |  | Wanyan Yongji 完顏永濟 Prince Shao de Wei 衛紹王 1168–1209–1213 | Wanyan Yongji 完顏永濟 Prince Shao de Wei 衛紹王 1168–1209–1213 | Wanyan Yongji 完顏永濟 Prince Shao de Wei 衛紹王 1168–1209–1213 | Wanyan Yongji 完顏永濟 Prince Shao de Wei 衛紹王 1168–1209–1213 | Wanyan Yongji 完顏永濟 Prince Shao de Wei 衛紹王 1168–1209–1213 | Wanyan Yongji 完顏永濟 Prince Shao de Wei 衛紹王 1168–1209–1213 |  |  |                                                   |   |   |   |   |   |  |  |                                   |                                   |                                   |                                   |                                   |                                   |  |  |  |  |  |  |  |  |  |  |  |  |  |  |  |  |  |  |  |  |  |  |  |  |  |  |  |  |  |  |
|                                                        |                                                        |                                                        |                                                        |                                                        |                                                        |  |  | Wanyan Yungong 完顏允恭 1146–1185 Xianzong 顯宗              | Wanyan Yungong 完顏允恭 1146–1185 Xianzong 顯宗              | Wanyan Yungong 完顏允恭 1146–1185 Xianzong 顯宗              | Wanyan Yungong 完顏允恭 1146–1185 Xianzong 顯宗              | Wanyan Yungong 完顏允恭 1146–1185 Xianzong 顯宗              | Wanyan Yungong 完顏允恭 1146–1185 Xianzong 顯宗              |  |  | Wanyan Yongji 完顏永濟 Prince Shao de Wei 衛紹王 1168–1209–1213 | Wanyan Yongji 完顏永濟 Prince Shao de Wei 衛紹王 1168–1209–1213 | Wanyan Yongji 完顏永濟 Prince Shao de Wei 衛紹王 1168–1209–1213 | Wanyan Yongji 完顏永濟 Prince Shao de Wei 衛紹王 1168–1209–1213 | Wanyan Yongji 完顏永濟 Prince Shao de Wei 衛紹王 1168–1209–1213 | Wanyan Yongji 完顏永濟 Prince Shao de Wei 衛紹王 1168–1209–1213 |  |  |                                                   |   |   |   |   |   |  |  |                                   |                                   |                                   |                                   |                                   |                                   |  |  |  |  |  |  |  |  |  |  |  |  |  |  |  |  |  |  |  |  |  |  |  |  |  |  |  |  |  |  |
|                                                        |                                                        |                                                        |                                                        |                                                        |                                                        |  |  |                                                              |                                                              |                                                              |                                                              |                                                              |                                                              |  |  |                                                                 |                                                                 |                                                                 |                                                                 |                                                                 |                                                                 |  |  |                                                   |   |   |   |   |   |  |  |                                   |                                   |                                   |                                   |                                   |                                   |  |  |  |  |  |  |  |  |  |  |  |  |  |  |  |  |  |  |  |  |  |  |  |  |  |  |  |  |  |  |
| Wanyan Jing 完顏璟 Zhangzong 章宗 1168–1190–1208       | Wanyan Jing 完顏璟 Zhangzong 章宗 1168–1190–1208       | Wanyan Jing 完顏璟 Zhangzong 章宗 1168–1190–1208       | Wanyan Jing 完顏璟 Zhangzong 章宗 1168–1190–1208       | Wanyan Jing 完顏璟 Zhangzong 章宗 1168–1190–1208       | Wanyan Jing 完顏璟 Zhangzong 章宗 1168–1190–1208       |  |  | Wanyan Xun 完顏珣 Xuanzong 宣宗 1163–1213–1223               | Wanyan Xun 完顏珣 Xuanzong 宣宗 1163–1213–1223               | Wanyan Xun 完顏珣 Xuanzong 宣宗 1163–1213–1223               | Wanyan Xun 完顏珣 Xuanzong 宣宗 1163–1213–1223               | Wanyan Xun 完顏珣 Xuanzong 宣宗 1163–1213–1223               | Wanyan Xun 完顏珣 Xuanzong 宣宗 1163–1213–1223               |  |  |                                                                 |                                                                 |                                                                 |                                                                 |                                                                 |                                                                 |  |  |                                                   |   |   |   |   |   |  |  |                                   |                                   |                                   |                                   |                                   |                                   |  |  |  |  |  |  |  |  |  |  |  |  |  |  |  |  |  |  |  |  |  |  |  |  |  |  |  |  |  |  |
| Wanyan Jing 完顏璟 Zhangzong 章宗 1168–1190–1208       | Wanyan Jing 完顏璟 Zhangzong 章宗 1168–1190–1208       | Wanyan Jing 完顏璟 Zhangzong 章宗 1168–1190–1208       | Wanyan Jing 完顏璟 Zhangzong 章宗 1168–1190–1208       | Wanyan Jing 完顏璟 Zhangzong 章宗 1168–1190–1208       | Wanyan Jing 完顏璟 Zhangzong 章宗 1168–1190–1208       |  |  | Wanyan Xun 完顏珣 Xuanzong 宣宗 1163–1213–1223               | Wanyan Xun 完顏珣 Xuanzong 宣宗 1163–1213–1223               | Wanyan Xun 完顏珣 Xuanzong 宣宗 1163–1213–1223               | Wanyan Xun 完顏珣 Xuanzong 宣宗 1163–1213–1223               | Wanyan Xun 完顏珣 Xuanzong 宣宗 1163–1213–1223               | Wanyan Xun 完顏珣 Xuanzong 宣宗 1163–1213–1223               |  |  |                                                                 |                                                                 |                                                                 |                                                                 |                                                                 |                                                                 |  |  |                                                   |   |   |   |   |   |  |  |                                   |                                   |                                   |                                   |                                   |                                   |  |  |  |  |  |  |  |  |  |  |  |  |  |  |  |  |  |  |  |  |  |  |  |  |  |  |  |  |  |  |
|                                                        |                                                        |                                                        |                                                        |                                                        |                                                        |  |  | Wanyan Shouxu 完顏守緒 1234 Aizong 哀宗 1198–1224–1234       |                                                              |                                                              |                                                              |                                                              |                                                              |  |  |                                                                 |                                                                 |                                                                 |                                                                 |                                                                 |                                                                 |  |  |                                                   |   |   |   |   |   |  |  |                                   |                                   |                                   |                                   |                                   |                                   |  |  |  |  |  |  |  |  |  |  |  |  |  |  |  |  |  |  |  |  |  |  |  |  |  |  |  |  |  |  |
|                                                        |                                                        |                                                        |                                                        |                                                        |                                                        |  |  |                                                              |                                                              |                                                              |                                                              |                                                              |                                                              |  |  |                                                                 |                                                                 |                                                                 |                                                                 |                                                                 |                                                                 |  |  |                                                   |   |   |   |   |   |  |  |                                   |                                   |                                   |                                   |                                   |                                   |  |  |  |  |  |  |  |  |  |  |  |  |  |  |  |  |  |  |  |  |  |  |  |  |  |  |  |  |  |  |
|                                                        |                                                        |                                                        |                                                        |                                                        |                                                        |  |  |                                                              |                                                              |                                                              |                                                              |                                                              |                                                              |  |  |                                                                 |                                                                 |                                                                 |                                                                 |                                                                 |                                                                 |  |  | Wanyan Chenglin 完顏承麟 Modi 末帝 r.1234; d.1234 |   |   |   |   |   |  |  |                                   |                                   |                                   |                                   |                                   |                                   |  |  |  |  |  |  |  |  |  |  |  |  |  |  |  |  |  |  |  |  |  |  |  |  |  |  |  |  |  |  |

## Administration
La population de l'État des Jin évolue de 32 700 000 habitants en 1142 à 45 490 400 hab. en 1190 et 53 532 151 hab. en 1207, année du maximum.
Six villes ont eu un statut de capitale:
- Huining (en Mandchourie) était appelée la « capitale supérieure » (上京, shàngjīng), centre du gouvernement de 1122 à 1153.
- Daxing (actuelle Pékin) était la « capitale centrale » (中都, zhōngdū), centre du gouvernement de 1153 à 1214, date de son intégration dans l'empire mongol.
- Kaifeng était la « capitale du sud » (南京, nánjīng). C'était l'ancienne capitale des Song du Nord et la capitale principale des Jin de 1214 à 1233 après qu'ils avaient perdu le contrôle du nord.
- Liaoyang était la « capitale de l'est » (东京 / 東京, nánjīng).
- Datong était la « capitale de l'ouest » (西京, xījīng)..
- Dading (310 km au nord-est de Pékin) était la « capitale du Nord » (北京, běijīng).

L'empire Jin était lui-même divisé en 19 provinces (路, lù), elles-mêmes subdivisées en préfectures (州, zhōu) et en préfectures supérieures (fu, 府, fǔ). Les 19 provinces étaient :
- Shangjing
- Xianping
- Linhuang
- Yanjing
- Dongjing
- Xijing
- Hebei-Dong
- Hebei-Xi
- Daming
- Hedong-Bei
- Hedong-Nan
- Fu-Yan
- Qing-Yuan
- Xi-Qin
- Lintao
- Jingzhao
- Bianjing
- Shandong-Xi
- Shandong-Dong

À ces provinces s'ajoutent des provinces spéciales pour les territoires peu peuplés (Hesuguan, Posu, Helan, Supin, Huligai et Puyu) ainsi que trois commissions de pacification pour les régions frontalières du désert de Gobi et de la steppe mongole. Les tribus turques et mongoles de la steppe étaient soumises par une relation de vassalité avec les Jin (Tatars, Khongirat, Öngüt, Kéraït, Merkit, Oïrats, Bouriates, Naïmans).

### Organisation

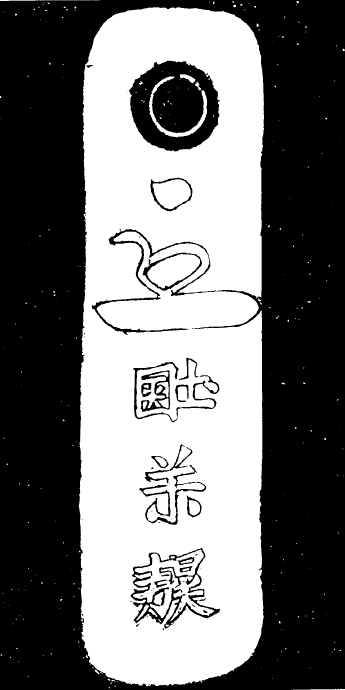
Le paiza (tablette d'autorité facilitant les voyages des nobles en leur permettant de demander des services à la population) en argent d'un chef de mouke retrouvé près de Nakhodka

Le gouvernement de la dynastie Jin a fusionné les coutumes de Jurchen et les institutions issues des dynasties Liao et Song.
Avant la fondation de leur empire, le gouvernement des Jurchen était fondé sur une aristocratie nomade . La société Jurchen de cette époque n'avait pas de dirigeants unique, selon ce qui est écrit dans le Shuo Fu (說郛), les seigneurs Jurchen n'étaient pas dirigées par l'autorité centrale. La fondation de la dynastie ne change pas immédiatement les choses, car sous Taizu, les coutumes Jurchen sont maintenues et coexistent avec des institutions plus centralisées.
Toutefois, comme ces chefs militaires ne se montrent pas capables d'administrer les nouveaux territoires du nord de la Chine, l'empereur Jin Xizong va instaurer un système administratif calqué sur celui des Song. Jusqu'en 1134, les princes de la fédération jürchen avaient le rôle de conseiller l'empereur sur les questions politiques. Après cette date, le système traditionnel chinois est mis en place avec les Trois précepteurs et les Trois départements qui sont regroupés en 1156 en un seul département des affaires d'état. Le système mengan-mouke (mengan = un village ; mouke = dix mengan) de l'organisation militaire héréditaire des Jürchen est conservé. Dans un premier temps, les Jin établissent des structures gouvernementales distinctes pour les différents groupes ethniques, les Chinois étant gouvernés par deux États fantoches qui se succèdent en Chine du nord : le Da Chu et le Da Qi. Ces deux tentatives se soldent par des échecs et en 1137 les Jin abolissent le Da Qi, puis instaurent une gestion directe de tout le territoire de leur empire.
Le système chinois des examens impériaux est repris pour garantir la compétence des employés de l'administration : les institutions traditionnelles que sont le Taixue et le Guozijian et qui permettent de préparer ces examens enseignent les Classiques du confucianisme.

### L'armée des Jin
Les historiens chinois contemporains attribuent les succès des Jürchens contre les dynasties Liao et Song à leur cavalerie. Dès le début de la rébellion d'Aguda contre la dynastie Liao, tous les combattants Jurchen sont des cavaliers. Selon les chroniques de l'époque, les tactiques de la cavalerie Jurchen sont basées sur leurs techniques de chasse. Les cavaliers Jurchen bénéficient de la protection d'une armure lourde et en certaines occasions, ils utilisaient plusieurs chevaux attachés ensemble par une chaine (Guaizi Ma).

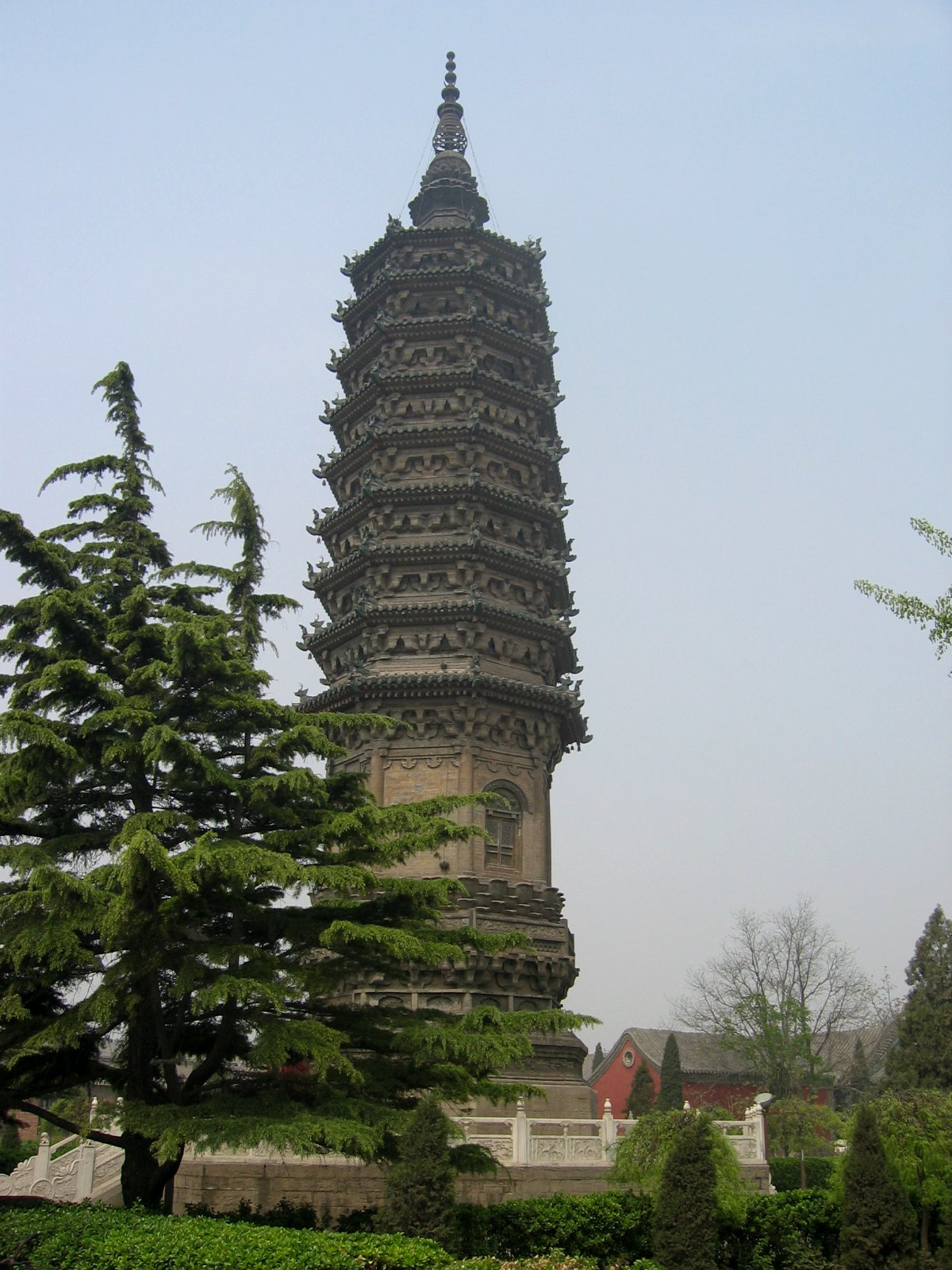
La pagode Chengling de Zhengding, province du Hebei, construite entre 1161 et 1189.

Après la chute de l'empire Liao et la retraite des Song au sud du Yangtzse, l'armée de la dynastie Jin absorbe de nombreux soldats ayant combattu pour ces États. Les vainqueurs adoptent rapidement l'usage de la plupart des armes de l'arsenal Song, dont une grande variété de machines de siège et d'artillerie. En fait, l'utilisation par l'armée Jin de canons, grenades et même fusées pour défendre Kaifeng contre les Mongols lors du siège de 1233, est considérée comme la première bataille de l'histoire humaine où les armes à poudre sont utilisées efficacement, même si cela ne suffit pas à empêcher la défaite finale des Jurchens.
D'un autre côté, la marine des Jin n'a pas su remporter de succès importants face aux Song et ceux-ci ont gardé le contrôle des mers. Ainsi, en 1129-1130 et en 1161, les Jin tentent d'envahir et d'annexer la Chine du Sud qui est encore contrôlée par les Song. Ces derniers infligent des défaites cinglantes aux Jurchens lors des batailles navales de Huangtiandang (en)(1130), Tangdao (1161) et Caishi (1161). Les Jin ont bien tenté de rattraper leur retard en créant une grande marine de guerre dont les navires ont été fabriqués par des constructeurs de navires chinois et en recrutant des capitaines chinois qui avaient fui les Song. Mais ces efforts n'ont servi à rien, car c'est cette nouvelle marine qui est vaincue à deux reprises en 1161.
En 1130, l'armée Jin atteint Hangzhou et Ningbo dans le sud de la Chine. Mais la forte résistance chinoise et la géographie de la région ont interrompu l'avancée des troupes des Jurchens, qui ont été forcés de battre en retraite et de se replier. Ils n'auraient pas pu échapper à la marine Song s'ils n'avaient pas été guidés par un transfuge chinois qui les a aidés à rejoindre Zhenjiang,.

### La grande Muraille des Jin
Afin de prévenir les incursions des Mongols, la dynastie Jin lance un vaste programme de construction. Les archives montrent que les Jurchens ont réalisé deux tronçons importants de la Grande Muraille.
Les tronçons de Grande Muraille construits par les Jurchens différent de ceux des dynasties précédentes. Connus sous le nom de Forteresse Frontalière ou Fossé de la Frontière du Jin, ces tronçons ont été créés en creusant des fossés à l'intérieur desquels des murs ont été construits. À certains endroits, des murs et des fossés supplémentaires ont été ajoutés pour améliorer la protection d'une zone précise. La construction a débuté vers 1123 et s'est achevée vers 1198. Les deux sections que l'on peut attribuer à la dynastie Jin sont connues sous le nom de Vieux Murs Mingchang et Nouveaux Longs-Murs. Elles s'étendent sur plus de 2 000 kilomètres de long.

## Économie

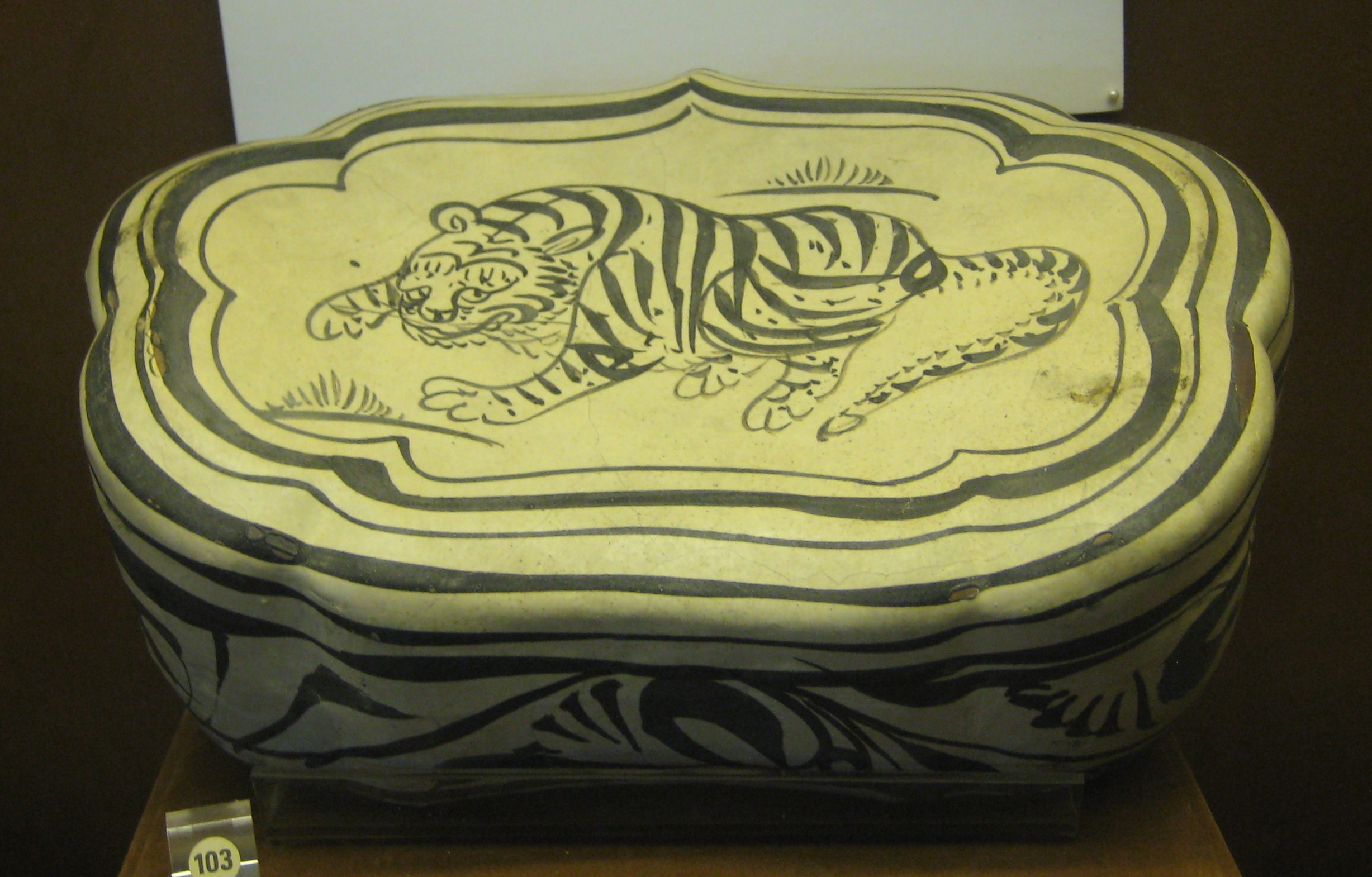
Oreiller de céramique Jin cizhou à motif de tigre sur un nuage. Peint au brun d'oxyde de fer sur engobe blanche. Musée du mausolée du roi Nanyue. Guangzhou.

Initialement, contrairement aux Khitans et aux Mongols, les Jürchen n'étaient pas des pasteurs nomades mais des chasseurs-pêcheurs sédentaires pratiquant un peu d'agriculture et vivant dans des petits villages fortifiés. Seuls ceux qui habitaient dans les plaines de Mandchourie élevaient des chevaux, l'essentiel de la cavalerie était donc initialement formé par des tribus mongoles ou khitans venues de Mongolie-Intérieure.

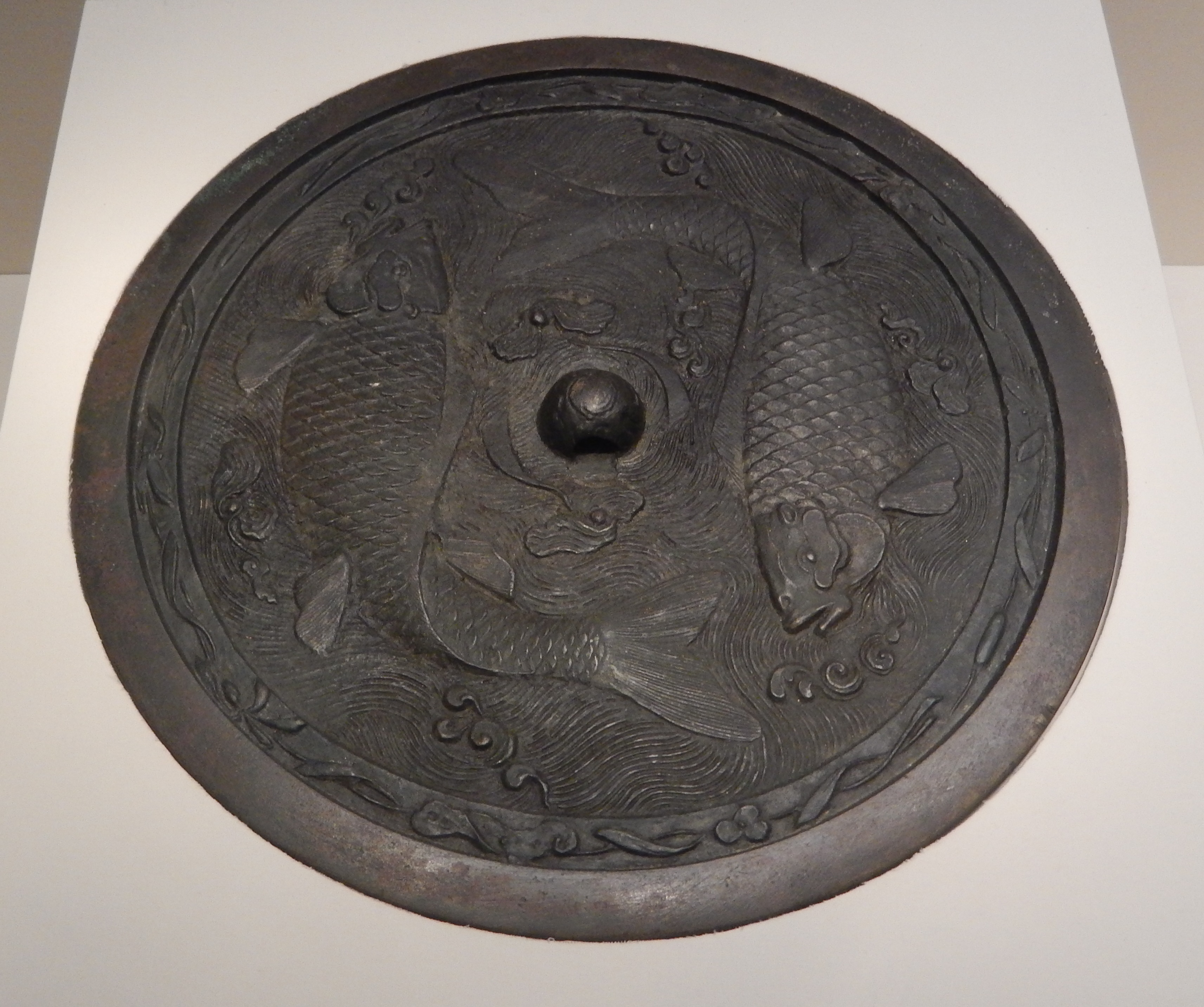
Miroir aux deux poissons. Jin. Fouille d'Acheng, Heilongjiang, en 1964. C'est le plus grand miroir d'époque Jin jamais découvert. Musée national de Chine

La société des Jürchen était peu différenciée mais ils utilisaient des esclaves (des criminels ou des prisonniers de guerre) et ceux-ci contribuaient fortement à l'activité économique. Cependant, l'esclavagisme a dû rapidement être abandonné dans le sud de l'empire Jin car ces régions étaient habituées à avoir des paysans libres. La prohibition de l'esclavage a aussi eu pour effet de renforcer le pouvoir du gouvernement puisque les paysans libres pouvaient être soumis aux taxes, que ce soit sur le bétail ou sur la taille de leurs terres. Une autre source de financement était une sorte de taxe sur la valeur ajoutée de 3 % prise sur les biens échangés.
Une bonne partie du transport des marchandises se déroulait sur des canaux et ceux-ci ont été rénovés. Des marchés frontaliers permettaient de commercer avec les pays voisins. Les Jin importaient du thé et du métal pour les monnaies de l'empire des Song du Sud et des chevaux du Xia occidental.

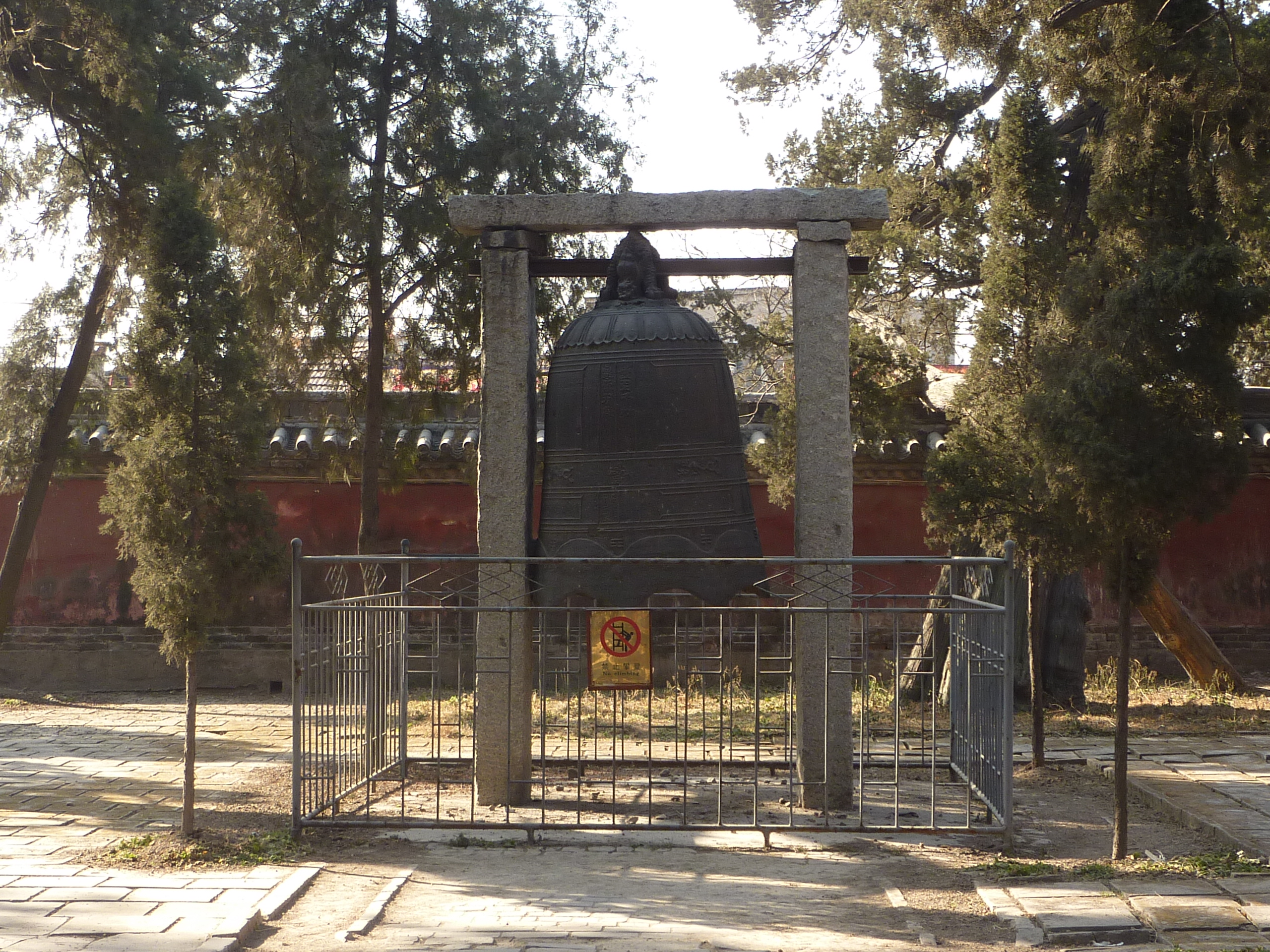
Cloche du temple de Mencius à Zoucheng

Dans le territorie de la dynastie Jin, la production de fer était très importante. Il existait de nombreuses mines privées mais l'État avait le monopole de la fabrication des objets en fer. L'acier était surtout produit dans les préfectures de Cizhou, Xingzhou et Xuzhou. Les principales fonderies étaient dans le Hebei et à Acheng. Le charbon était très utilisé, que ce soit pour le traitement du fer ou pour le chauffage. Le coke est inventé dans le courant du XIIe siècle,.

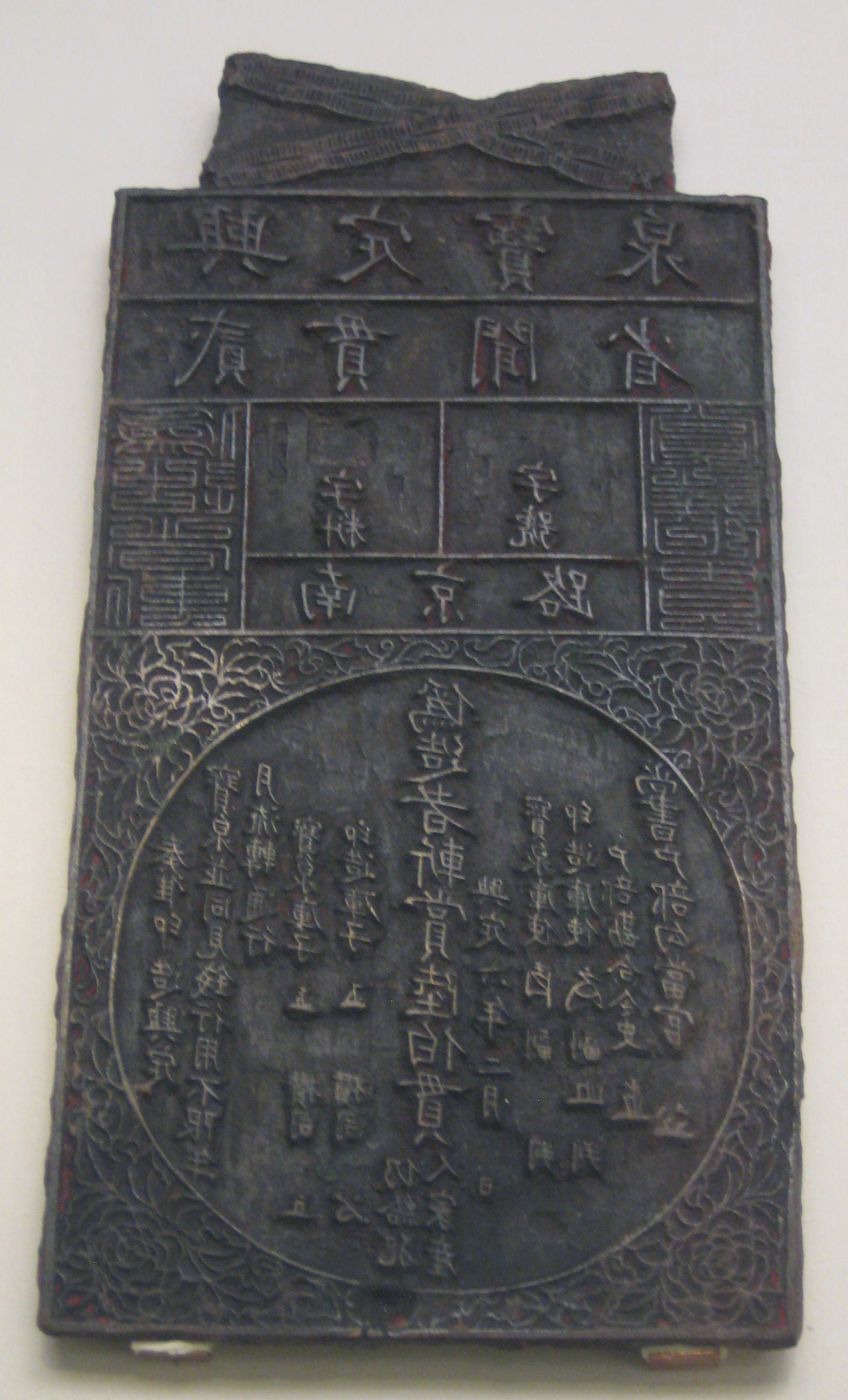
Plaque en bronze pour l'impression des billets de banque de l'ère Xingding (1218).

L'imprimerie, la fabrication de porcelaine (à Dingzhou, Yaozhou et Junzhou) et de papier ainsi que le tissage se servaient de techniques avancées. L'empire Jin a frappé ses propres pièces telles que la Zhenglong yuanbao et la Dading tongbao. Des billets de banque ont été imprimés à partir de 1150. Cependant, à partir de 1200, la situation économique devient plus difficile à cause des raids des Mongols et l'inflation s'installe car le gouvernement à besoin de liquidités pour ses activités militaires,.
Une écriture spécifique au jürchen est développée à partir de 1119. Après 1164, de nombreux classiques de la littérature chinoise sont traduits en jürchen, particulièrement ceux qui étaient nécessaires à la préparation des examens.
Au niveau des armes, cette époque est marquée par le développement de la poudre à canon. L'utilisation de catapultes pour lancer des bombes et des grenades était déjà répandue auparavant. Les premiers canons sont construits au XIIe siècle, tout d'abord en bambou puis en fer à partir de 1221. Toutefois, ils ne parviennent pas encore à remplacer l'utilisation des arbalètes.

## Religion

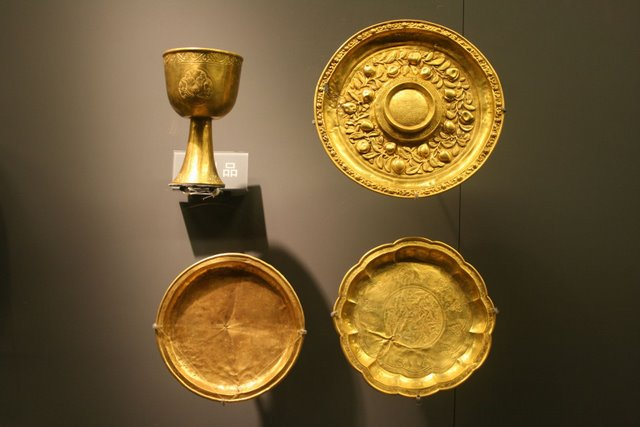
Plats et Calice chinois en or datant de la dynastie Jin.

Les Jin ayant peu de contacts avec leur voisin méridional Song, la culture des deux empires s'est développée de maniére différente
C'est ainsi qu'au sein du confucianisme, la dynastie Song voit le développement du Néoconfucianisme, qui finit par devenir le courant officiel dans la Chine du sud, alors qu'il n'arrive pas à s'enraciner chez les Jin. Les érudits Jurchen mettent davantage l'accent sur les travaux de l'érudit et poète Su Shi (1037-1101), plutôt que sur ceux de Zhu Xi (1130-1200), qui constituent le fondement du Néoconfucianisme.
Pour ce qui est de la religion des Jürchen, ils pratiquaient initialement le chamanisme et leur lieu saint était le mont Paektu, qui se situe à la frontière avec le royaume coréen de Goryeo. À la suite de la conquête de la Chine du Nord et de leur sinisation, le bouddhisme est logiquement devenu la principale religion de l'empire Jin. Il a prospéré pendant la période de la dynastie Jin, aussi bien au niveau de la cour impériale que dans la société en général. L'école chan est alors la plus influente. À cette époque, le moine Wansong (1166-1246) associe dans ses écrits des pensées issues du bouddhisme, du confucianisme et du taoïsme tout comme Li Chunfu (1185-1231) dans le Mingjiao Jijie. Les écoles Huayan et Lüzong n'ont qu'une importance mineure.

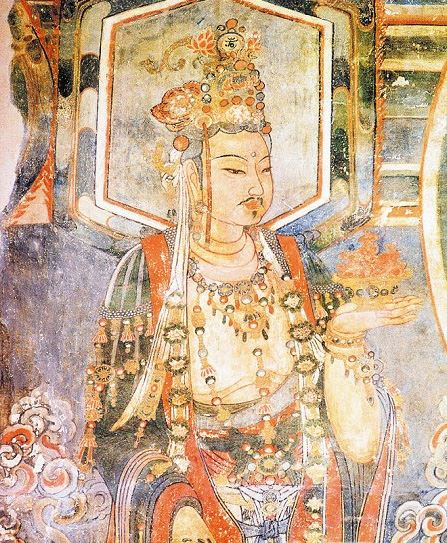
Fresque datant de la dynastie Jin et représentant un Bodhisattva
Temple Chongfu (崇福寺), Shuozhou, Shanxi.

Un canon bouddhique, ou "Tripitaka", a été imprimé dans la province du Shanxi. Le projet est initié en 1139 par une religieuse bouddhiste nommée Cui Fazhen, qui jura qu'elle collecterait les fonds nécessaires pour faire imprimer une nouvelle édition officielle du Canon par les Song. Achevé en 1173, le Tripitaka jin de Zhaocheng (en), ou Canon de Zhaozang (趙城藏) ou Canon des Jin (金藏), compte 6900 rouleaux répartis en 1570 chapitres et est considéré comme étant "une réalisation majeure dans l'histoire de l'impression privée bouddhiste". Il s'agit également du plus long texte imprimé sous la dynastie Jin. Il a été repris et enrichi de nouveaux roulaux pendant la Dynastie Yuan.
À côté de ce Tripitaka, il existe de nombreux sutras gravés sur des tablettes de pierre grâce à de généreux donateurs, parmi lesquels on trouve la famille impériale Jin, des hauts fonctionnaires, des gens ordinaires et des prêtres bouddhistes. Certains sutras ont survécu seulement au travers de ces sculptures, qui sont donc très précieuses pour l'étude du bouddhisme en Chine. Dans le même temps, la Cour impériale Jin vend des Certificats de Moine pour renflouer les caisses de l'état. Cette pratique est initiée en 1162 par Shizong pour financer ses guerres et s'arrête trois ans plus tard lorsque la guerre prend fin. Zhanzong, le successeur de Shizong, a utilisé la même méthode pour collecter des fonds pour l'armée en 1197 et un an plus tard pour lever des fonds afin de combattre la famine qui ravageait Datong, la Capitale de l'Ouest. La même pratique a été utilisée à nouveau en 1207 pour financer la guerre contre les Song et combattre de nouvelles famines. Enfin, les empereurs Weishao (r. 1209-1213) et Xuanzong (r. 1213-1224) vendent eux aussi ce genre de certificats pour financer la guerre contre les Mongols.

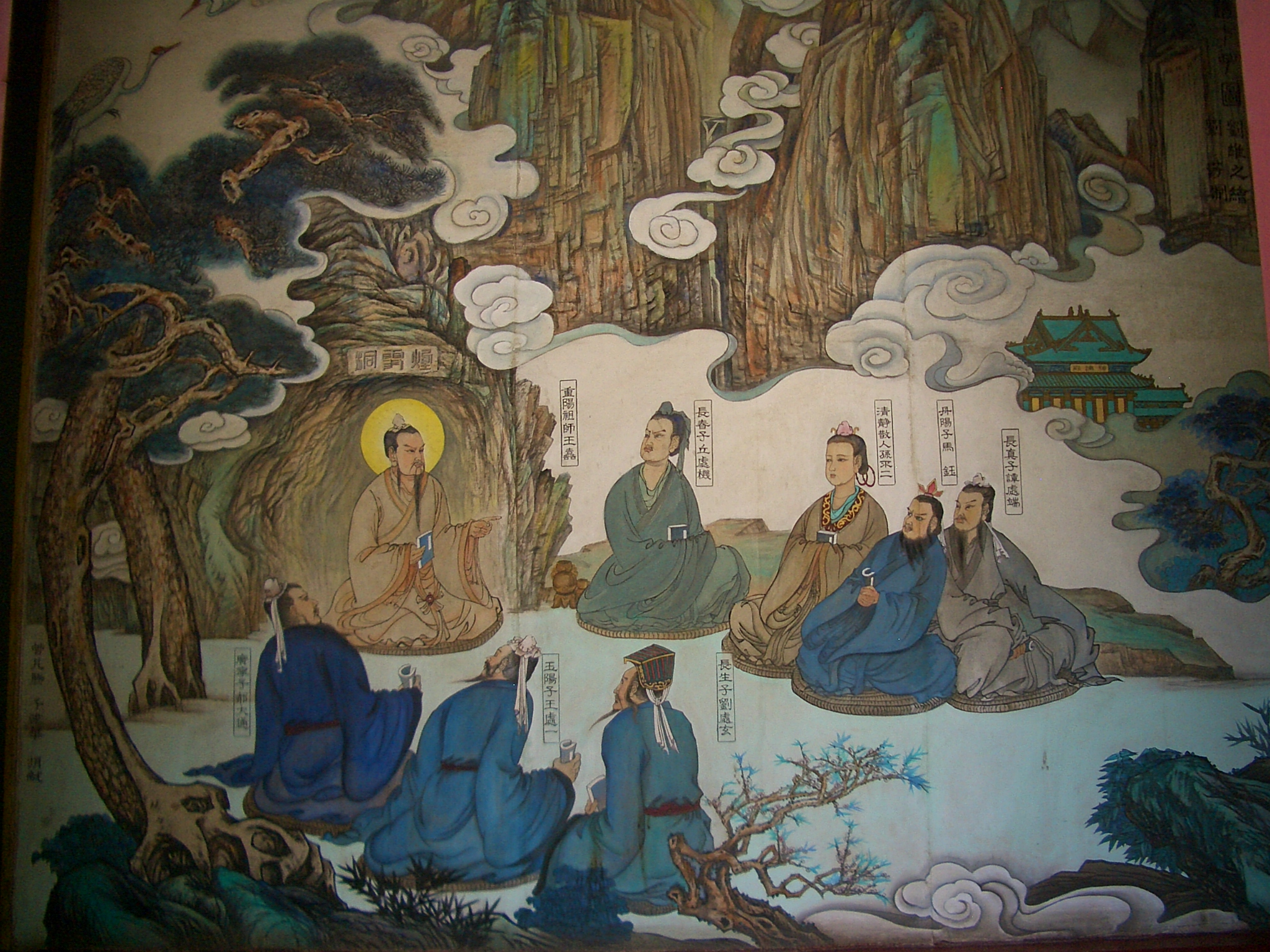
Peinture du temple de Changchun représentant Wang Chongyang et ses disciples.

L'autre mouvement influent était le taoïsme. Partiellement discrédité sous les Song, il était dans une période de réforme idéologique que les dirigeants de Jin se sont efforcés de canaliser, parfois par des interdictions mais surtout par la distribution de titres honorifiques et la protection de temples ce qui leur permettait aussi de contrôler la population. La première à s'établir est l'école de l'unité suprême (Taiyidao) fondée par Xiao Baozhen (-1166) qui combine les pratiques de l'alchimie intérieure avec les exercices traditionnels de l'école de l'unité orthodoxe. À cause de son manque de profondeur, elle disparait cependant dès la fin du XIIIe siècle.
La principale école qui émerge et dont l'influence perdure jusqu'à nos jours est celle de la complétude de l'authentique (Quanzhen Dao) fondée par Wang Chongyang (1113-1170) qui envoie ses sept disciples en mission mais ne fonde pas de temples. Influencé par le bouddhisme, il redéfinit l'immortalité, ne visant plus celle du corps mais celle de l'esprit. L'épanouissement de la poésie Ci qui caractérise la littérature Jin est étroitement lié au Quanzhen Dao, les deux tiers des poèmes Ci écrits a cette époque étant composée par des taoïstes Quanzhen. Une troisième école, celle du grand Tao (Dadaojiao) fondée par Liu Deren (-1180), finira par intégrer elle aussi le Quanzhen Dao. Basée sur neuf commandements concrets, elle s'inspire de l'éthique confucéenne et insiste sur le concept de la tranquillité du style de vie.
L'État Jin a parrainé une édition du Canon taoïste connue sous le nom de Canon Précieux de la Mystérieuse Métropole du Grand Jin (Da Jin Xuandu baozang 大金玄都寶藏). Basé sur une version abrégée du Canon imprimée par l'empereur Song Huizong (1100–1125) de la dynastie Song, il fut achevé en 1192 sous la direction et avec le soutien de l'empereur Jin Zhangzong (r. 1190–1208). En 1188, le grand-père et prédécesseur de Zhangzong, Jin Shizong (1161–1189), ordonne que les tablettes de bois sur lesquelles est gravé le Canon Song, et qui ont été utilisées pour l'imprimer, soient transférées de Kaifeng, l'ancienne capitale des Song devenue la « capitale du sud » des Jin, à « l'Abbaye de la Perpétuité Céleste » (Tianchang guan 天長 觀) de la capitale centrale. Cette Abbaye se trouvait sur le site de ce qui est maintenant le Temple du nuage blanc de Pékin. D'autres écrits taoïstes y ont également été transférés depuis une autre abbaye située dans la capitale centrale. Zhangzong a chargé Sun Mingdao (孫明道), le surintendant de l'abbaye, et deux fonctionnaires civils de préparer un Canon complet pour l'imprimer. Sun Mingdao commence par envoyer des hommes à son service aux quatre coins de l'empire dans le cadre d'une « recherche nationale des Écritures », qui lui permet de retrouver 1 074 rouleaux de texte qui ne figuraient pas dans l’édition du Canon de Huizong. Dans le même temps, il recueille le plus possible de dons pour financer la future impression du canon. En 1192, Sun procède à la découpe des tablettes en bois qui vont être utilisées pour le nouveau canon, qui est imprimé dans la province du Shanxi, soit au même endroit que le canon bouddhiste Jin. Finalement, le nouveau canon se compose de 6 455 rouleaux, mais, bien que les empereurs Jin aient parfois offert des copies du Canon comme cadeaux, aucun fragment de celui-ci n'a survécu.

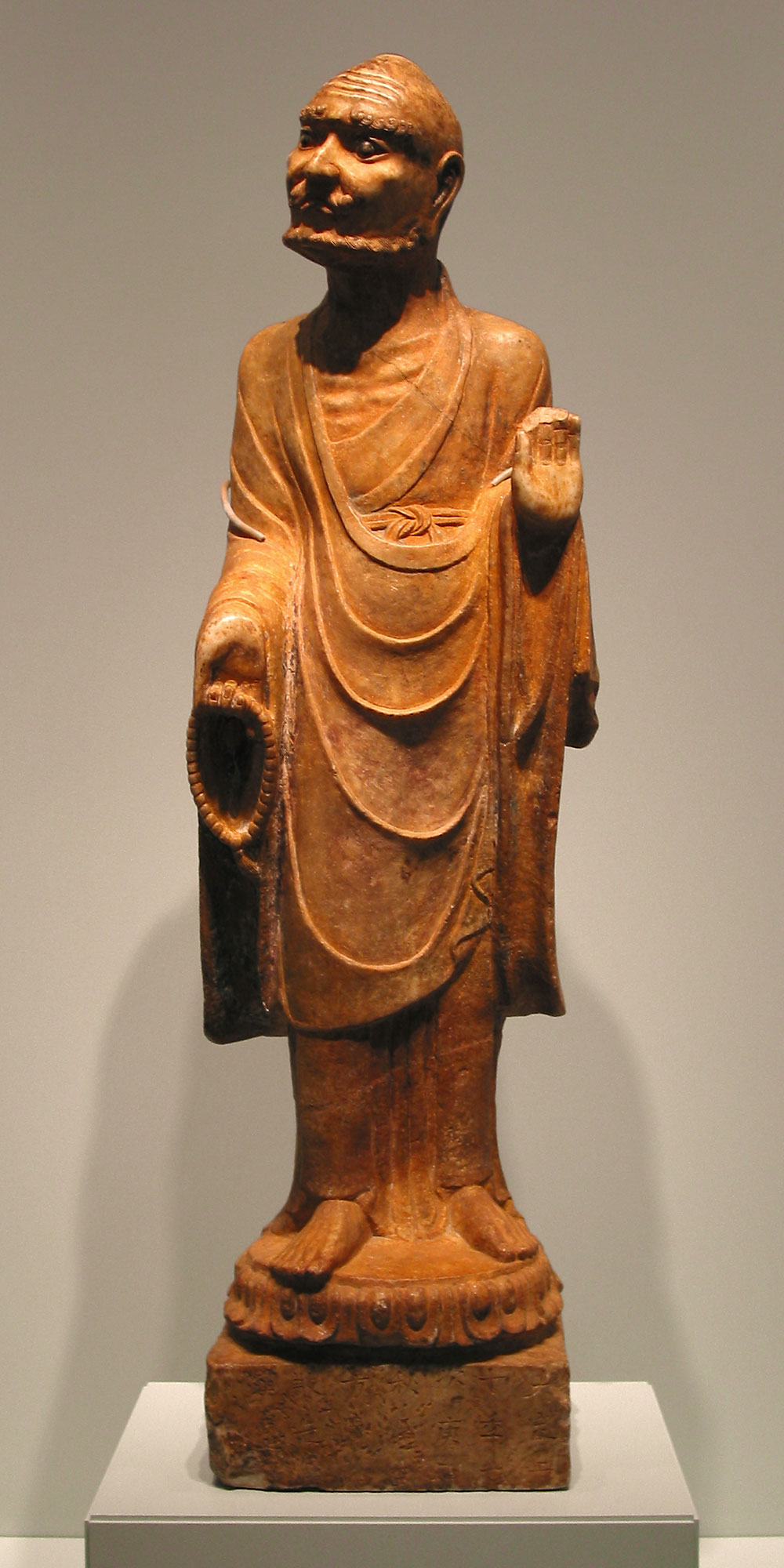
Arhat. Marbre. Jin. Asian Art Museum of San Francisco.
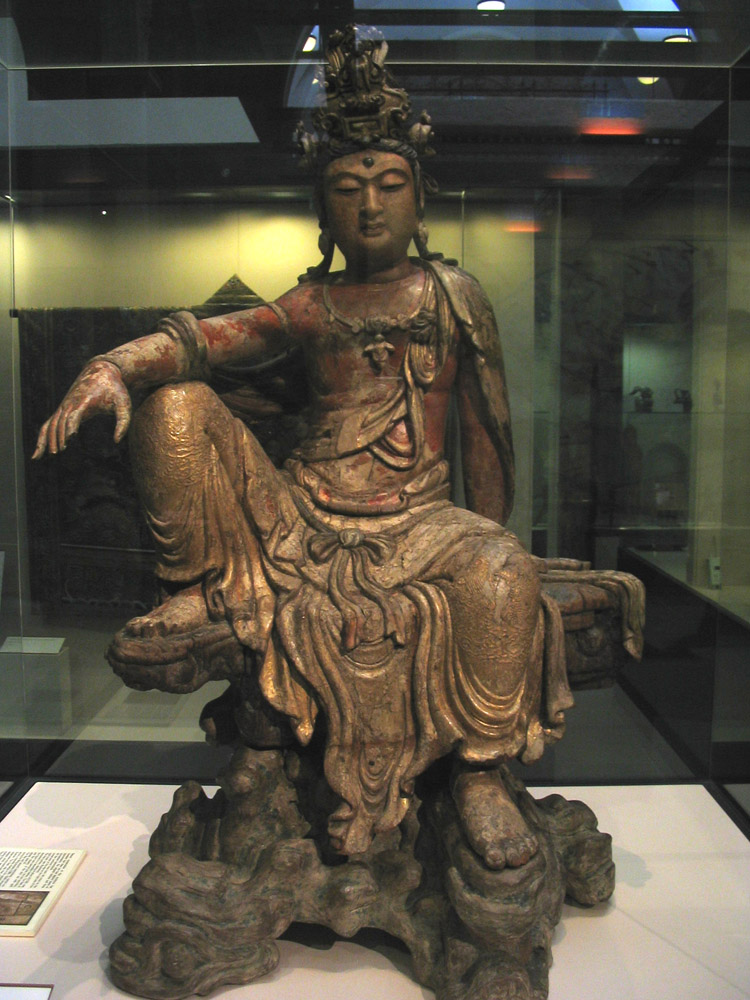
Bodhisattva Guanyin. Bois peint et doré. Jin, vers 1200. Shanxi. Victoria and Albert Museum
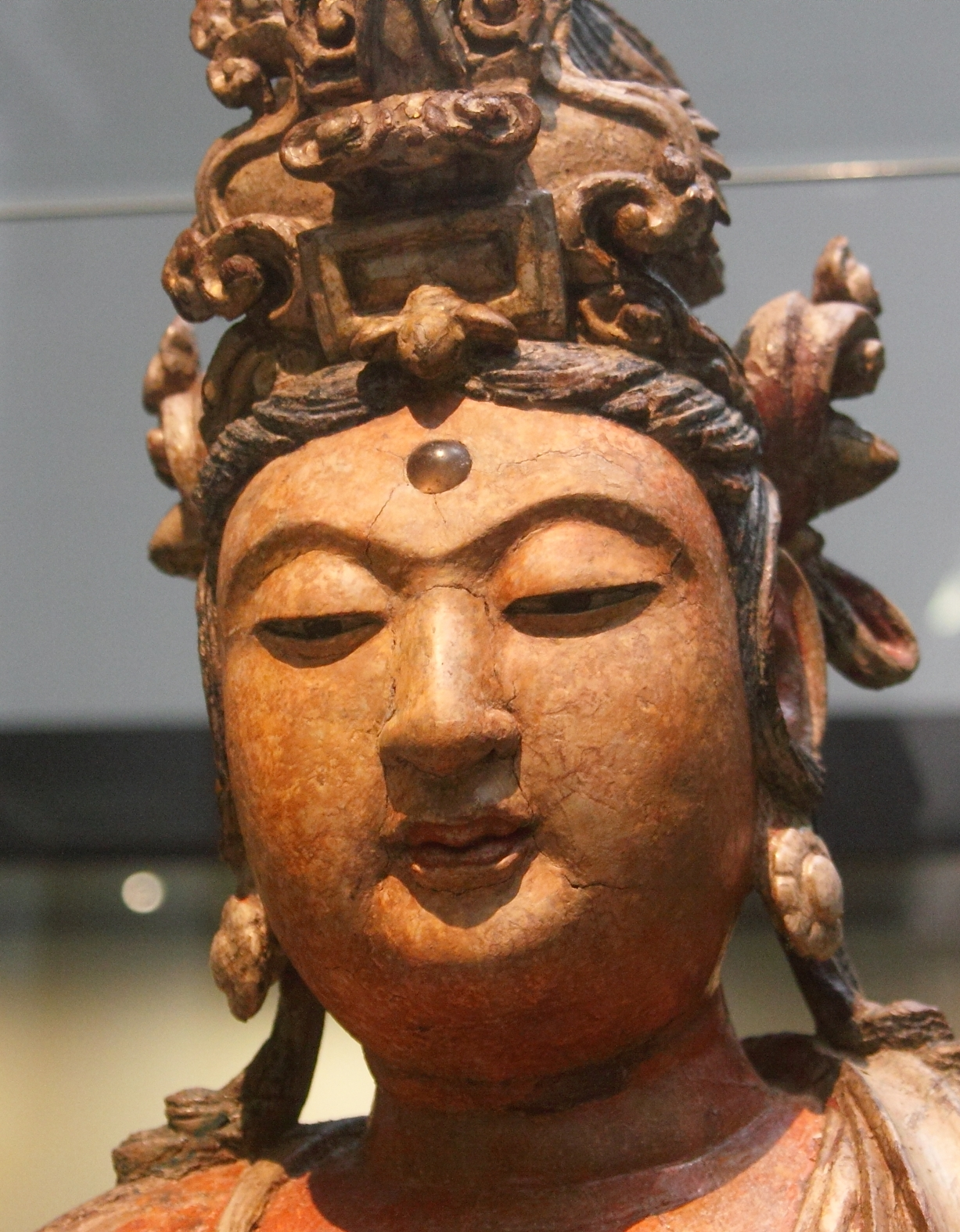
Détail du Bodhisatva du Victoria and Albert Museum.
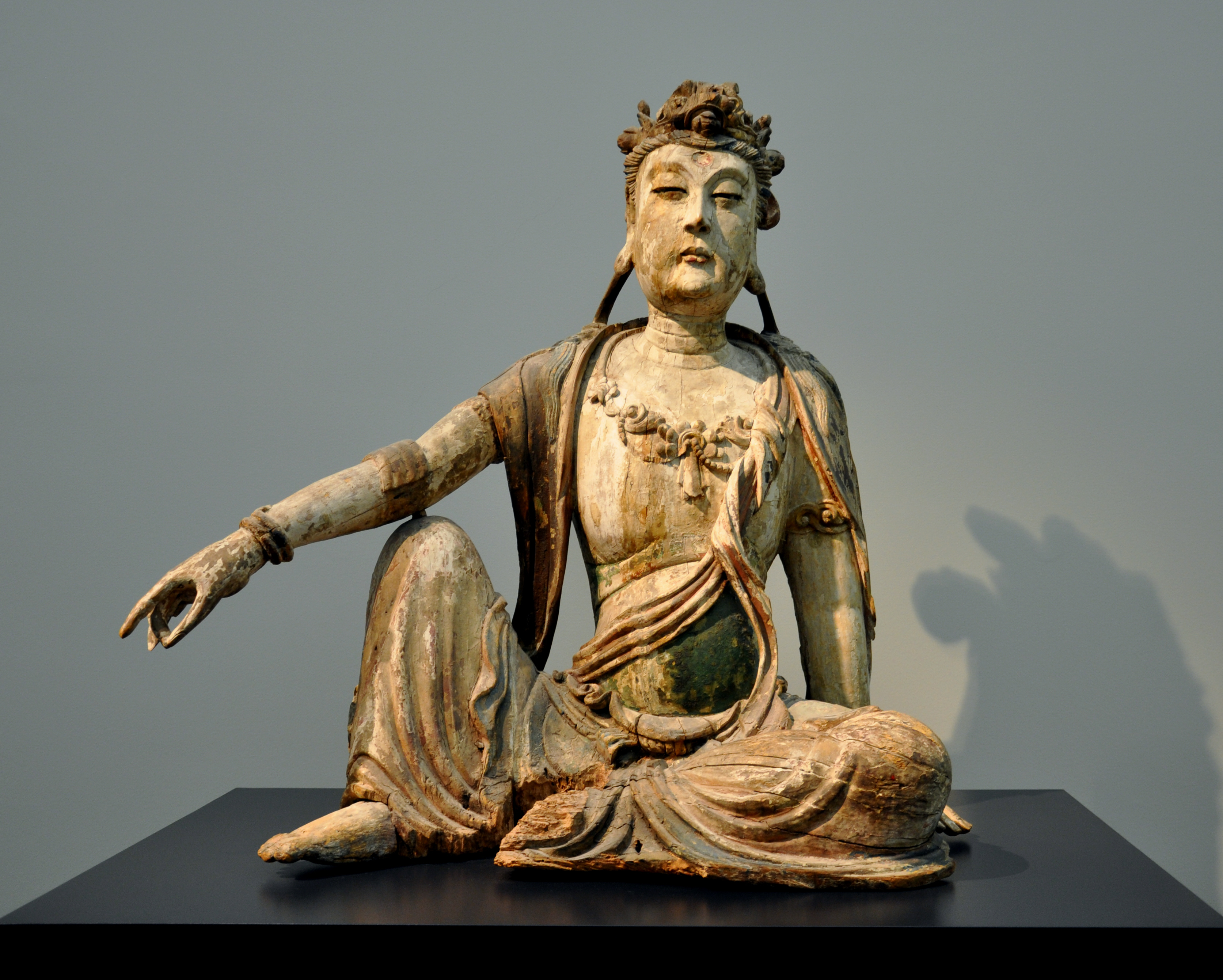
Bodhisattva Guanyin. Bois peint et doré. Jin, XIIe — XIIIe siècle Museum Rietberg, Zurich.
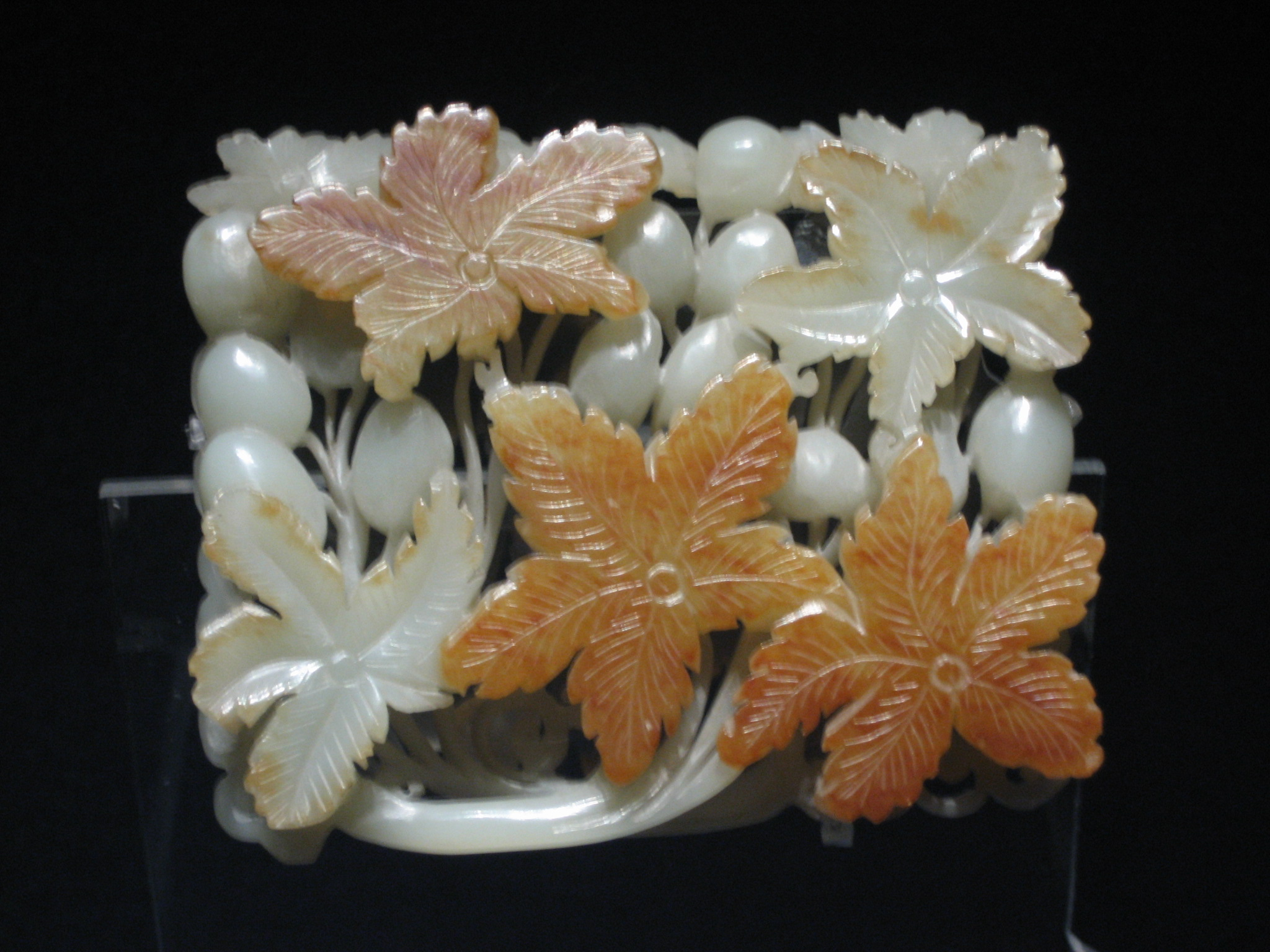
Ornement de jade à motif de raisins. Dynastie des Jin. Musée de Shanghai

## Littérature
Les nobles jürchen ont rapidement adopté la tradition chinoise d'écrire des poèmes. Le plus célèbre des poètes de cette époque est Yuan Haowen dont le Zhongzhouji et le Zhongzhou yuefu ont par la suite été considérés comme des chefs-d’œuvre par les poètes du groupe He-Fen.
Des textes appartenant à la littérature lettrée sont adaptés à la culture populaire sous forme de ballades et de pièces de théâtre. C'est notamment le cas pour l'Histoire de Yingying qui sert d'inspiration à la ballade zhugongdiao de Dong Jieyuan, L'Histoire du pavillon d'Occident.
Les historiens de Jin ont préparé une version de l'histoire de la dynastie Liao qui a servi de base à l'histoire officielle, le Liaoshi. L'histoire officielle de l'empire Jin (Jinshi) a pour sa part été compilée sous la direction de Tuo Tuo et a été finie en 1344. De nombreux historiens de Jin ont aussi écrit leur propre version mais seule celle de Liu Qi, Mémoires depuis la retraite (Guiqianzhi), est parvenue jusqu'à nous.

## Arts et sciences
La médecine connait d'importantes réformes sous l'impulsion de trois grands maitres qui fondent chacun un courant spécifique : Le premier d'entre eux est Liu Wansu (1120-1200) qui mène l'« école du froid et du frais » ; sa pensée est développée par Zhang Congzheng (1156-1228), auteur des Soins des confucianistes à leurs parents et chef de file de l'« école de l'attaque et de la purgation ». Enfin, Li Dongyuan (1180-1251), auteur du Traité de la rate et de l'estomac, met en avant le dérèglement de ces organes comme principale cause des maladies
La peinture et la calligraphie étaient aussi populaires parmi les lettrés de l'empire Jin. Les motifs les plus caractéristiques sont les chevaux. Les artistes les plus célèbres sont Wang Tingyun pour la peinture et Dang Huaiying pour la calligraphie.
De nombreuses sculptures ont été conservées. Elles représentent des hauts fonctionnaires, des animaux fantastiques, des lions ou des guerriers. Celles des temples de Cixiang, Foguang et Shanhua dans le Shanxi sont particulièrement remarquables.
|  |  |  |  |  |

### Bâtiments de la dynastie Jin
Quelques exemples :
- La stèle de la colline de la Victoire en l'honneur de la rébellion d'Aguda.
- Le pont Marco-Polo, construit entre 1189 et 1192 près de Pékin, long de 266,5 mètres, célèbre pour son esthétique et soutenant 281 lions en pierre.
- La pagode Chengling du temple de Linji à Zhengding, construite avec des briques grises entre 1161 et 1189.
- La pagode Hua du temple Guanghui à Zhengding, richement décorée par des gravures représentant des Bouddhas, des éléphants et des animaux aquatiques.
- La salle de Manjusri (1137) dans le temple de Foguang au mont Wutai

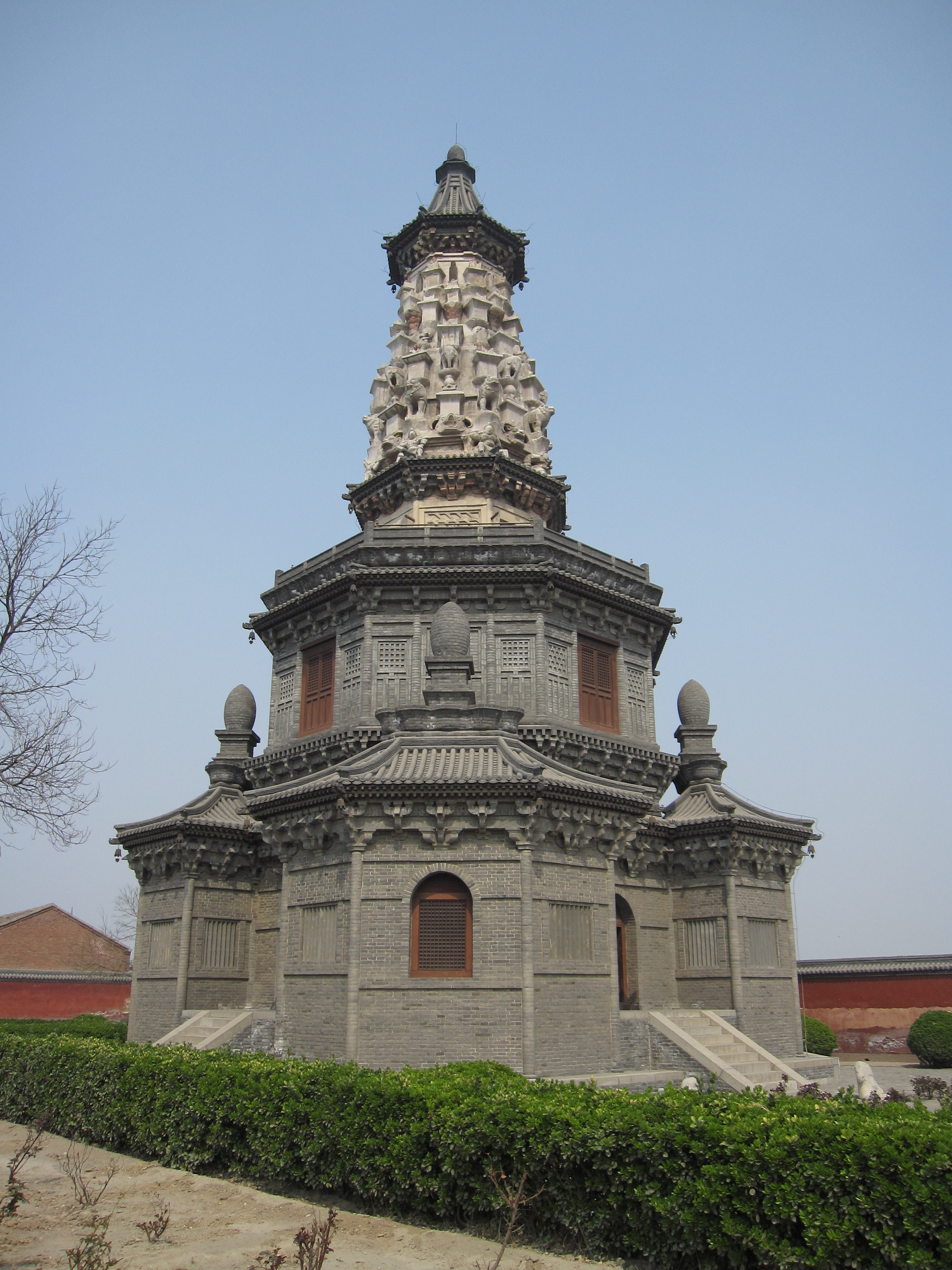
La pagode Hua à Zhengding
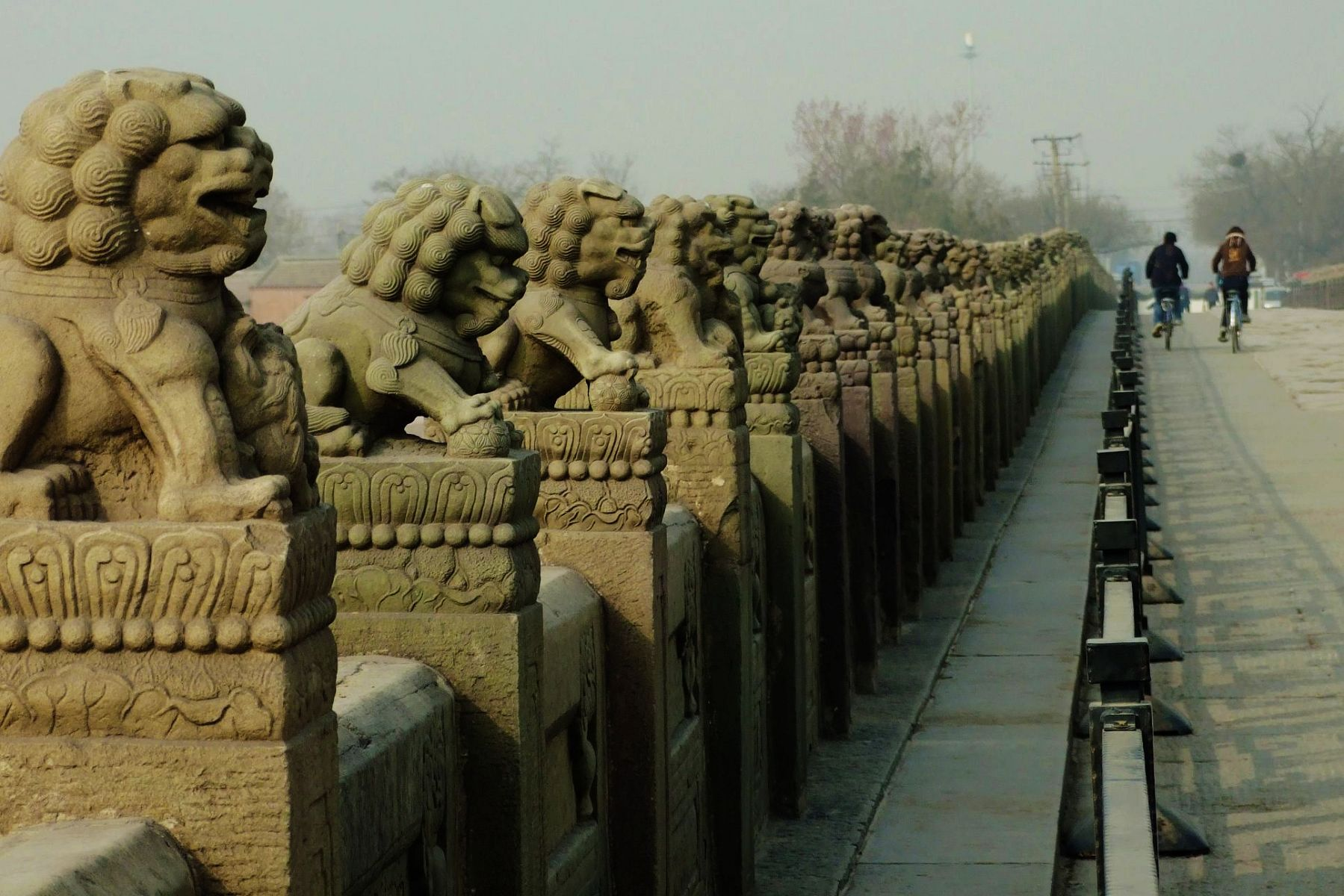
Le pont Marco-Polo
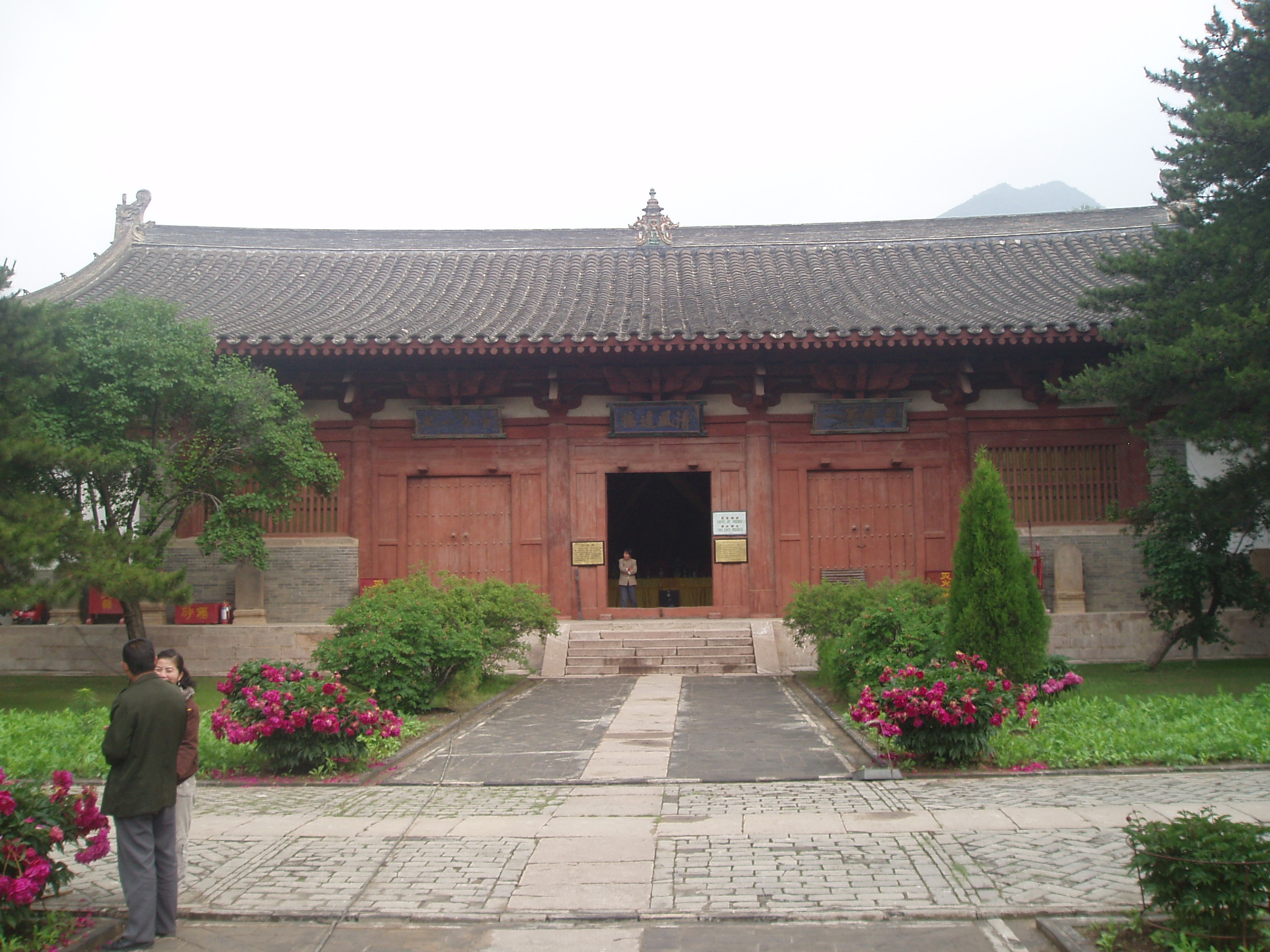
La salle de Manjusri dans le temple de Foguang
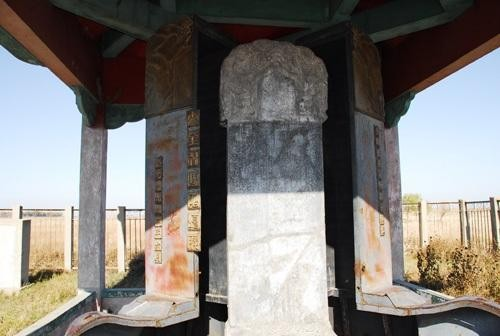
La stèle de la colline de la Victoire